# Liste der Straßen und Plätze in Berlin-Rudow

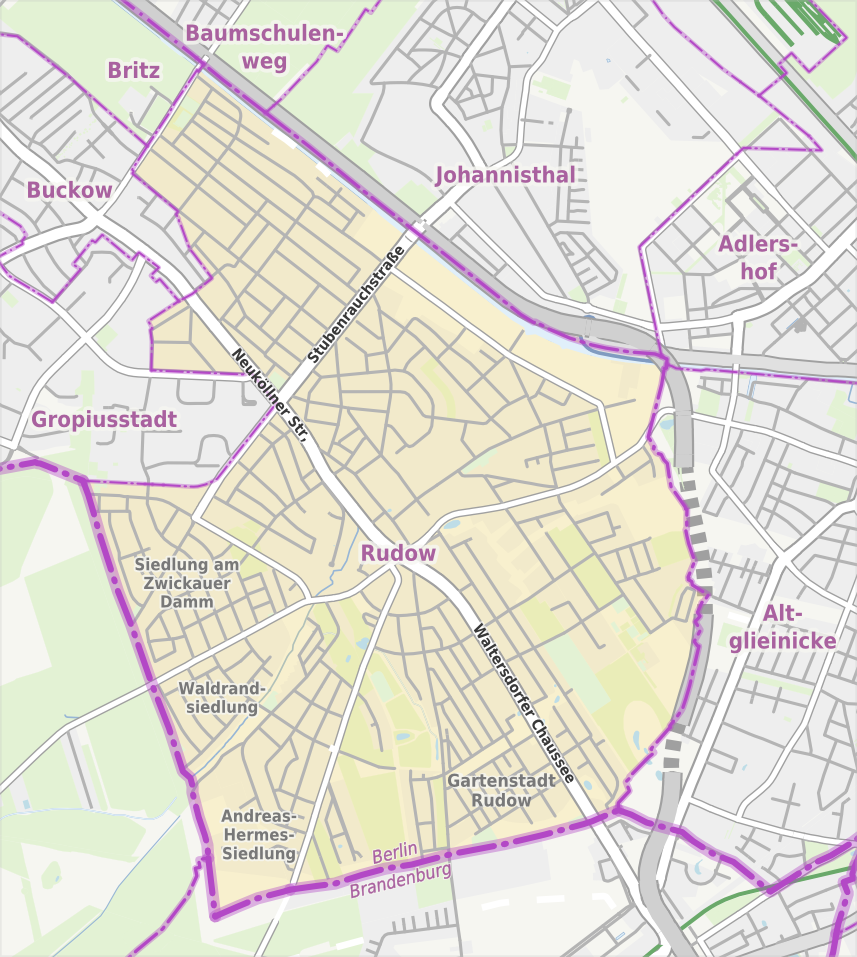
Übersichtskarte von Berlin-Rudow

Die Liste der Straßen und Plätze in Berlin-Rudow beschreibt das Straßensystem im Berliner Ortsteil Rudow mit den entsprechenden historischen Bezügen. Gleichzeitig ist diese Zusammenstellung ein Teil der Listen aller Berliner Straßen und Plätze.

## Überblick

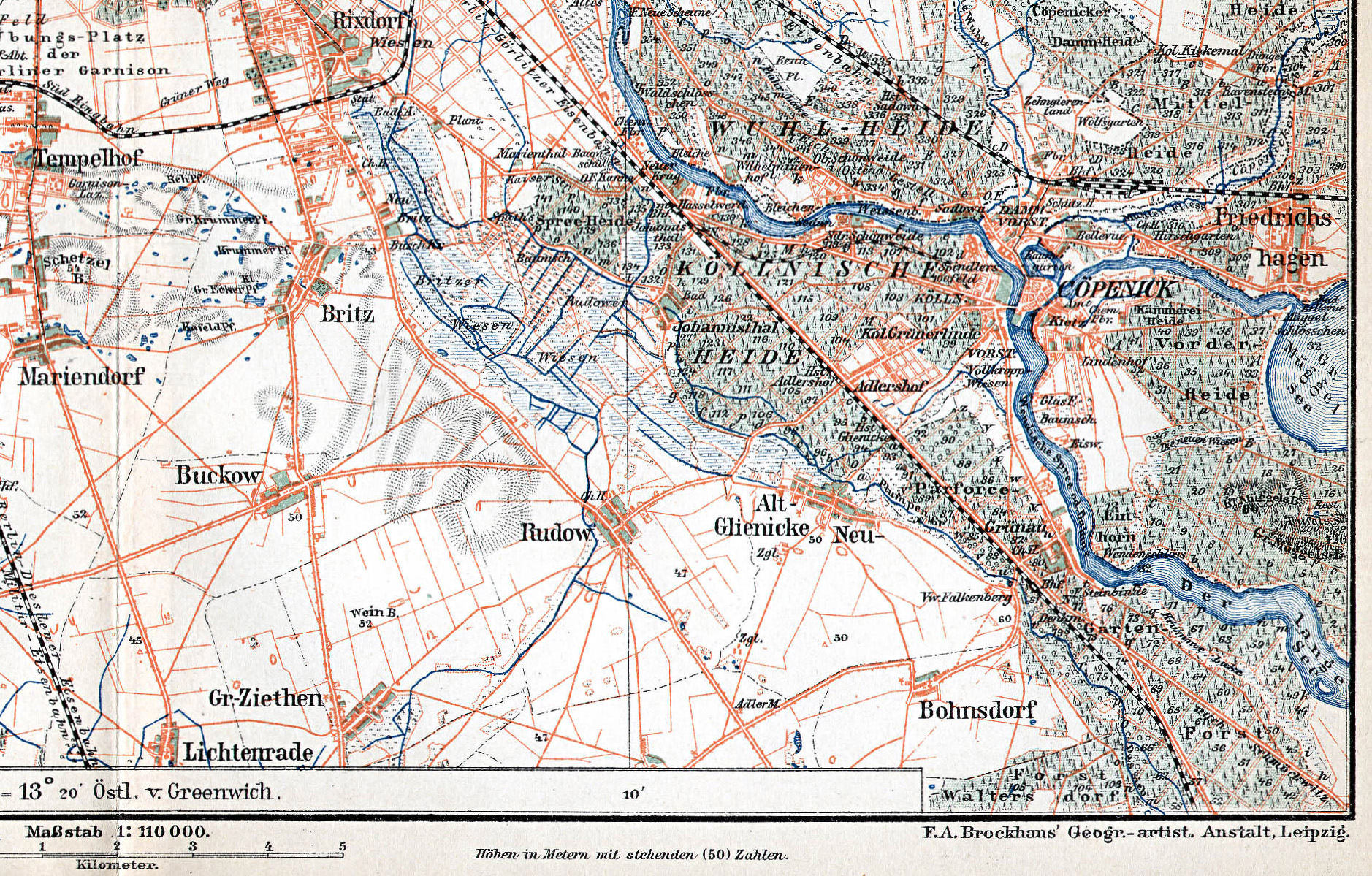
Straßensystem von Rudow und Umgebung, um 1890
(Lagen nach heutigen Namen)
Nord: Neuköllner Straße (mit Chausseehaus) weiter nördlich abgehend: Chaussee nach Buckow
Südost: Waltersdorfer Chaussee
Nordost: Köpenicker Straße
Süd (Rudower Spinne):
Groß-Ziethener Chaussee davon Klein-Ziethener Weg
Waßmannsdorfer Chaussee
Schönefelder Straße

Der Ortsteil Rudow hat 42.826 Einwohner (Stand: 31. Dezember 2023) und umfasst die Postleitzahlenbereiche 12353, 12355 und 12357. Im Ortsteil Rudow liegen 206 gewidmete Straßen mit einer gesamten Länge (aller Straßen) von 71,2 Kilometern. Zudem liegen 24 gewidmete Plätze im Ortsteil und zehn der aufgelisteten Straßen liegen (wenigstens teilweise) mit gleichen Namen in den Nachbarortsteilen.
Das Rudower Straßensystem der 2010er Jahre ist um den Kern des ehemaligen Angerdorfs entwickelt, wobei es im Ortsteil um 1920 (dazu Abschnitt Straßen in Rudow um 1920) noch wenig erschlossen war. Der Stadtrandcharakter des Ortsteils mit Siedlungsstraßen und Gartenstadtbebauungen wird auch dadurch erkenntlich, dass die überwiegende Zahl der Straßen als „Weg“ bezeichnet ist oder gar Straßennamen wie „Andreas-Hermes-Siedlung“ oder „Pfarrsiedlung“ genutzt werden. Die Benennungen von 1928 und 1938 geben benannte Straßen auf Rudower Gemarkung um die Stubenrauchstraße und im Süden vor, die im Weiteren als Siedlungsstraßen mit Einfamilienhäusern entstanden. Der Ausbau der Siedlungsgebiete erfolgte schrittweise wird aber im Ergebnis des Zweiten Weltkriegs aufgehalten, so verblieben Flächen die anders geteilt oder überbaut wurden und zu einigen Veränderungen in der Straßenführung aber auch durch das Anlegen weiterer Straßen zu Verdichtungen führten. Durch den Bau der Berliner Mauer kam Rudow in südliche Randlage in der nach 1945 Freiräume für Wohnbebauung verblieben. Es entstand in den 1960er bis Mitte der 1970er Jahre vorwiegend auf Buckower Flur und im Rudower Norden die Großsiedlung Gropiusstadt als eigenständiger Ortsteil. In Rudow fanden sich im umschlossenen West-Berlin Flächen für Straßenzüge mit Siedlungen im Gartenstadtstil mit Mehrfamilienhäusern, wie Mitte der 1980er Jahre die Pfarrsiedlung. Mängel aus der Gropiusstadt brachten Architekturideen die in Rudow Mitte der 1990er Jahre zu den 19 Straßen der Gartenstadt mit Straßennamen nach bedeutsamen Frauen und so als „Frauenviertel“ bezeichnet.
Die Entwicklung der Straßen und die Themen der Straßennamen findet sich in den Planungsräumen (PR) des Ortsteils wieder.
- 35 Blumenviertel: Die Straßen zwischen Teltowkanal und Neuköllner Straße wurden seit 1928 nach Zier- und Heilpflanzen benannt. Die jüngste Veränderung ergab sich durch den Abriss des Heizkraftwerks Rudow am Teltowkanal, wodurch nach Änderung des Flächennutzungsplans 2010 neue Straßen in diesem Siedlungsgebiet entstanden. Der Planungsraum wird durch die Stubenrauchstraße begrenzt, die Straßennamen nach Zier- und Nutzpflanzen wurden bereits vorher geprägt und setzt sich dadurch im Planungsraum Alt-Rudow fort.
- 36 Zittauer Straße: Die Straßen südlich bis zur Stadtgrenze und der Groß-Ziethener Chaussee wurden ab 1938 angelegt und nach Namen nach Gemeinden und Städten in Sachsen benannt. Nördlich bis zur Neuköllner Straße und im Westen begrenzt von der Gropiusstadt sind seit 1938 Straßen nach Berufsbezeichnungen benannt und auch für die später eingefügten Siedlungs- und Wohnstraßen wurde dies beibehalten.
- 37 Alt-Rudow: Die Straßen nördlich von Alt-Rudow (westliches Gebiet vor der Einteilung nach Planungsräumen) sind seit 1928 gleichfalls nach Zier- und Nutzpflanzen benannt. Seit den 1970er Jahren wurden die Straßen zwischen Köpenicker Straße und Neudecker Weg mit lokalem Bezug benannt und angelegt.
- 38 Waßmannsdorfer Chaussee: Seit 1938 erhielten die Straßen zum südlichen Stadtrand zumeist Namen von Hühnerrassen und davon abgeleitete Bezeichnungen, wie Gockel- oder Hennenweg. Im östlichen Bereich nördlich vom Frauenviertel begann seit 1940 die Vergabe von Namen aus den polnischen Gebieten der Neumark.
- 39 Frauenviertel: Die Straßen in der Gartenstadt Rudow wurden 1996 nach Politikerinnen und Frauen von öffentlicher Bedeutung benannt.
- 40 Waltersdorfer Chaussee Ost: Südlich vom Neudecker Weg bis an Altglienicke erfolgte der Straßenausbau relativ spät. So wurden Straßen, die über die Waltersdorfer Chaussee hinweg führen, 1938 nach polnischen Städten benannt, die vormals zu Preußen gehörten. Nordöstlich bis zum in den 2010er Jahren entstandene Mozartring schließen sich nach Komponisten benannte Straßen an. Begünstigt durch die Randlage an der Berliner Grenze waren hier seit Mitte der 1980er Jahre auch Gartenstadtsiedlungen wie an der Straße „Pfarrsiedlung“ noch möglich.

## Übersicht der Straßen und Plätze
Die nachfolgende Tabelle gibt eine Übersicht über die vorhandenen Straßen und Plätze im Ortsteil sowie einige dazugehörige Informationen.
- Name/Lage: aktuelle Bezeichnung der Straße oder des Platzes. Über den Link Lage kann die Straße oder der Platz auf verschiedenen Kartendiensten angezeigt werden. Die Geoposition gibt die Lage der ungefähren Mitte der Straßenlänge an.
- Im amtlichen Straßenverzeichnis nicht aufgeführte Verkehrswege sind mit * gekennzeichnet.
- Ehemalige oder nicht mehr gültige Straßennamen sind kursiv gesetzt. Für bedeutende ehemalige Straßen oder historische Straßennamen ist gegebenenfalls eine gesonderte Liste vorhanden.
- Länge/Maße in Metern:
Die in der Übersicht enthaltenen Längenangaben sind  gerundete Übersichtswerte, die in Google Earth mit dem dortigen Maßstab ermittelt wurden. Sie dienen Vergleichszwecken und werden, sofern amtliche Werte bekannt sind, ausgetauscht und gesondert gekennzeichnet.
Bei Plätzen sind die Maße in der Form a × b für rechteckige Anlagen und für (ungefähr) dreieckige Anlagen als a × b × c mit a als längster Seite angegeben.
Sofern die Straße auch in benachbarte Ortsteile weiterführt, gibt der Zusatz ‚im Ortsteil‘ an, wie lang der Straßenabschnitt innerhalb des Ortsteils dieses Artikels ist.
- Namensherkunft: Ursprung oder Bezug des Namens.
- Anmerkungen: weitere Informationen über anliegende Baudenkmale oder Institutionen, die Geschichte der Straße und historische Bezeichnungen.
- Bild: Foto der Straße oder eines anliegenden Objektes.

| Name/Lage                       | Länge/Maße (in Metern)           | Namensherkunft | Datum der Benennung | Anmerkungen | Bild                                                                                              |
| ------------------------------- | -------------------------------- | --- | ------------------- | --- | ------------------------------------------------------------------------------------------------- |
| Alfred-Rojek-Weg (Lage)         | 0190                             | Alfred Rojek (1897–1975), Politiker | 15. Aug. 1989       | Als Stichstraße 10 S des Bebauungsplans eingerichtet, geht sie westlich von der Straße Im Bauernbusch ab. | Berlin-Rudow Alfred-Rojek-Weg                                                                     |
| Altrader Weg (Lage)             | 0150                             | Altraden, Ort in der Woiwodschaft Kujawien-Pommern (Polen) | 19. März 1938       | Als Straße 192 des Bebauungsplans eingerichtet, liegt zwischen Deutschtaler Straße und Waltersdorfer Chaussee (als Sackgasse). Kurze mit Einfamilienhäusern bebaute Wohnstraße am südlichen Stadtrand. | Berlin-Rudow Altrader Weg                                                                         |
| Alt-Rudow (Lage)                | 1000                             | Ortskern des Dorfes Rudow | 1. Dez. 1973        | Als Straße 109 des Bebauungsplans eingerichtet, ist es der nordöstliche Teil der Dorfstraße des Angerdorfes. Die Straße liegt zwischen dem Abzweig von der Neuköllner Straße (im Westen) und der Neuköllner Straße an der „Rudower Spinne“ im Osten. Ein Teil der Neuköllner Straße wurde zudem 1973 in Alt-Rudow umbenannt. Baudenkmale: Alt Rudow 55, Haus 32, Haus 54, Haus 59 und Schule in Rudow | Berlin-Rudow Alt-Rudow · Berlin-Rudow Alt-Rudow · Berlin-Rudow Alt-Rudow                          |
| Am Espenpfuhl (Lage)            | 1400                             | Espenpfuhl, anliegender Teich | 19. März 1938       | Als Straße 166 des Bebauungsplans eingerichtet, liegt sie zwischen Gerhard-Winkler-Weg und Am Klarpfuhl. Am 1. Februar 1966 wurde die Verlängerung einbezogen. | Berlin-Rudow Am Espenpfuhl                                                                        |
| Am Großen Rohrpfuhl (Lage)      | 0230                             | nach dem nahegelegenen Rohrpfuhl | 1. Okt. 2001        | Die Straße geht westlich im Bogen von und zur Waßmannsdorfer Straße ab. | Berlin-Rudow Am großen Rohrpfuhl                                                                  |
| Am Hanffgraben (Lage)           | 0130                             | nach Michael Hanff (1619–1678), kurfürstlicher Lustgärtner, Bauernhofbesitzer. | 15. März 1971       | Als Straße 135 des Bebauungsplans eingerichtet, liegt sie zwischen Alt-Rudow und Neuköllner Straße über den vorherigen Dorfanger. | Berlin-Rudow Am Hanffgraben                                                                       |
| Am Klarpfuhl (Lage)             | 0410                             | nach dem naheliegenden Klarpfuhl | 19. März 1938       | Als Straße 193 und Straße 243 des Bebauungsplans angelegt, liegt die kurze mit Einfamilienhäusern bebaute Wohnstraße zwischen Timmendorfer Weg und Stadtgrenze. Am 1. Februar 1966 wurde die Straße 246 einbezogen. Sie liegt am Landschaftspark Rudow-Altglienicke. | Berlin-Rudow Am Klarpfuhl                                                                         |
| Am Rudower Waldrand (Lage)      | 0510                             | nach der Lage am Waldrand | 1. Juli 2004        | Vorher Straße 200 liegt sie zwischen Groß-Ziethener Chaussee und Welsumerpfad parallel zum Mauerweg in der „Waldrandsiedlung“. | Am Rudower Waldrand von Ecke Groß-Ziethener Chaussee nach Ost gesehen.                            |
| Ampferweg (Lage)                | 0130                             | Ampfer, Wiesen- und Gemüsepflanze | 16. Aug. 1928       | Als Straße 11 des Bebauungsplans eingerichtet liegt sie zwischen Mohnweg und Neuköllner Straße, zu der sie keinen Ausgang hat, sondern einen Wendehammer. | Berlin-Rudow Ampferweg                                                                            |
| An der Nachtbucht (Lage)        | 0170                             | Nachtbucht, Flurbezeichnung | 1. Jan. 1974        | Als Straße 174 des Bebauungsplans eingerichtet geht sie östlich vom Radewiesenweg ab. | Berlin-Rudow An der Nachtbucht                                                                    |
| An der Rudower Höhe (Lage)      | 0120                             | Rudower Höhe, Naherholungsgebiet auf dem vorherigen Trümmerberg | 1. Apr. 1995        | Als Straße 609 des Bebauungsplans eingerichtet liegt sie zwischen Neudecker und Glashütter Weg und erschließt eine Landhaussiedlung mit Gartenstadtcharakter. | Berlin-Rudow An der Rudower Höhe                                                                  |
| An der Werderlake (Lage)        | 0110                             | Werderlake, alte Rudower Flurbezeichnung | 1. Juli 1986        | Als Straße 607 des Bebauungsplans eingerichtet liegt sie zwischen Neudecker und Glashütter Weg. |                                                                                                   |
| Andreas-Hermes-Siedlung (Lage)  | 0160                             | Andreas Hermes (1878–1964), Staatswissenschaftler und Politiker | 15. Nov. 1970       | Die Straße dieses Namens führt mit den Grundstücken 2–9 (fortlaufend) als Sackgasse vom Klein-Ziethener Weg nach Süden abgehend in die gleichnamige Siedlung. | Berlin-Rudow Andreas-Hermes-Siedlung                                                              |
| Angelikaweg (Lage)              | 0140 (im Ortsteil)               | Angelika, Doldengewächs und Heilpflanze | 28. Aug. 1928       | Als Straße 8 des Bebauungsplans eingerichtet liegt sie zwischen Glockenblumen- und Distelfinkweg, sie führt als Fußweg zur Rudower Straße weiter. | Berlin-Rudow Angelikaweg                                                                          |
| Arabisweg (Lage)                | 0180                             | Arabis, Kreuzblütengewächs | 11. Mai 1938        | Als Straße 203 des Bebauungsplans eingerichtet liegt sie zwischen Kanalstraße und Mimosenweg. | Berlin-Rudow Arabisweg                                                                            |
| Arthur-Friedrich-Weg (Lage)     | 020                              | Arthur Friedrich war Vorsitzender der Siedlergemeinschaft von 1938–1955. Er hat in dieser Zeit viel für die Siedlergemeinschaft geleistet; so hat er z. B. an der Planung und Errichtung des Vereinshauses mitgewirkt. |                     | Die kurze Stichstraße führt von Am Rudower Waldrand zum Mauerweg. | Berlin-Rudow Arthur-Friedrich-Weg                                                                 |
| Arnikaweg (Lage)                | 0690 (im Ortsteil)               | Arnika, Arzneipflanze | 28. Aug. 1928       | Als Straße 106 des Bebauungsplans eingerichtet liegt sie zwischen Petunienweg und Neuköllner Straße. Das Straßenland gehört zum Ortsteil, zwischen nördlichen Grundstücken des Distelwegs und Neuköllner Straße sind die Grundstücke auf der Westseite in Buckow gelegen. | Arnikaweg von Ecke Distelfinkweg gesehen.                                                         |
| Ascherslebener Weg (Lage)       | 0610                             | Aschersleben, Stadt in Sachsen-Anhalt | 19. März 1938       | Als Straße 120 des Bebauungsplans eingerichtet liegt sie zwischen Zwickauer Damm und Groß-Ziethener Chaussee. | Ascherslebener Weg von Ecke Bitterfelder Weg nach Süd gesehen.                                    |
| August-Froehlich-Straße (Lage)  | 0450                             | August Froehlich (1891–1942), Theologe, Opfer des NS-Regimes | 26. Okt. 1985       | Als Straße 563 des Bebauungsplans eingerichtet liegt sie zwischen Köpenicker Straße und Neudecker Weg. | Berlin-Rudow August-Froehlich-Straße                                                              |
| Bäckerstraße (Lage)             | 0130                             | Bäcker, Handwerksberuf | 1. Feb. 1998        | Als Straße 146 eingerichtet, liegt sie zwischen Groß-Ziethener Chaussee und Druckerkehre in einem Viertel mit Straßen nach Handwerksberufen benannten Straßen. Eine kurze Straße mit zwei sechsgeschossigen Neubauwohnhäusern auf der ungeraden Seite. | Berlin-Rudow Bäckerstraße                                                                         |
| Bartschiner Straße (Lage)       | 0530                             | Bartschin, Ort in Kujawien-Pommern (Polen) | 21. Feb. 1940       | Als Straße 147 des Bebauungsplans eingerichtet liegt zwischen Eichenauer Weg und als Sackgasse über die Neuhofer Straße hinweg. Die ruhige Wohnstraße ist überwiegend mit Einfamilienhäusern bebaut. Die Westseite ist unbebaut und grenzt an die Wiesen am Meskengraben. | Berlin-Rudow Bartschiner Straße                                                                   |
| Beifußweg (Lage)                | 0760                             | Beifuß, Heil- und Gewürzpflanzen | 28. Aug. 1928       | Als Straße 103 des Bebauungsplans eingerichtet liegt sie zwischen Johannisthaler Chaussee und Schneeballenweg eine Betonstraße mit Fußwegen und Siedlungscharakter mit ein- und mehrgeschossigen Eigenheimen, teilweise durch neue Bauten ersetzt. | Beifußweg von Ecke Fenchelweg gesehen.                                                            |
| Beizerweg (Lage)                | 0250                             | Beizer, Berufsbezeichnung | 19. März 1938       | Als Straße 142 des Bebauungsplans eingerichtet liegt sie Bildhauer- und Korbmacherweg. Eine Betonstraße mit Fußwegen und meist mit Einfamilienhäusern bebaut. | Berlin-Rudow Beizerweg                                                                            |
| Benatzkyweg (Lage)              | 0310                             | Ralph Benatzky (1884–1957), Komponist und Bühnenautor. | 18. Sep. 1987       | Der Teil des Glashütter Wegs zwischen Selgenauer Weg und Lettberger Straße wurde 1987 in Benatzkyweg umbenannt und liegt zwischen Selgenauer Weg bis Lettberger Straße. Die asphaltierte Straße mit Fußwegen und teilweise Vorgärten ist mit Ein- und Mehrfamiliensiedlungshäusern bebaut und geht beidseits in Fußwege durch parkartiges Grünland über. | Berlin-Rudow Benatzkyweg                                                                          |
| Benedicta-Teresia-Weg (Lage)    | 0210                             | Edith Stein (Ordensname: Teresia Benedicta a Cruce, O.C.D., 1891–1942), Pädagogin, Opfer des NS-Regimes | 1. Nov. 1996        | Die Straße liegt in der Gartenstadt Rudow, die 1996 fertiggestellt wurde. Die nicht öffentliche Straße zwischen Elfriede-Kuhr-Straße und Helene-Jung-Platz führt über das Gelände des Hannah-Arendt-Gymnasiums. | Berlin-Rudow Benedicta-Teresia-Weg                                                                |
| Bildhauerweg (Lage)             | 0640                             | Bildhauer, künstlerischer Beruf | 19. März 1938       | Als Straße 128 des Bebauungsplans eingerichtet liegt die gepflasterte Siedlungsstraße mit beidseitigen Fußwegen zwischen Alt-Rudow und Bitterfelder Weg. | Berlin-Rudow Bildhauerweg                                                                         |
| Bitterfelder Weg (Lage)         | 0570                             | Bitterfeld, Stadtteil von Bitterfeld-Wolfen in Sachsen-Anhalt | 19. März 1938       | Als Straße 128 eingerichtet liegt sie zwischen Bildhauer- und Lößnitzer Weg. Eine gepflasterte Siedlungsstraße teilweise mit Fußweg, teils mit baumbestandenem Grünrandstreifen | Bitterfelder Weg von Ecke Pirnaer Straße gesehen.                                                 |
| Bocksbartweg (Lage)             | 0160                             | Bocksbart, Nutz- und Futterpflanze | 28. Aug. 1928       | Als Straße 58 des Bebauungsplans eingerichtet liegt sie zwischen Prierosser Straße und Kalmusweg. Eine Betonstraße mit zehn Siedlungshäusern mit Fußsteigen mit Gehwegplatten. | Berlin-Rudow Bocksbartweg                                                                         |
| Bornaer Straße (Lage)           | 0190                             | Borna, Stadt in Sachsen | 19. März 1938       | Als Straße 125 des Bebauungsplans eingerichtet liegt sie zwischen Zittauer Straße und Meißner Weg in einem nach sächsischen Mittelstädten benannten Viertel als gepflasterte Straße mit Parkbuchten beidseitigem Fußweg und 15 Siedlungsgrundstücken. | Bornaer Straße von Ecke Meißner Weg gesehen.                                                      |
| Buchbinderweg (Lage)            | 0550                             | Buchbinder, Handwerker | 19. März 1938       | Als Straße 3 des Bebauungsplans eingerichtet wurde am 1. Juli 1998 ein Teil der Straße 146 zum Rudower Fließ einbezogen. Sie liegt in einem nach Handwerksberufen benannten Viertel zwischen Bildhauer- und Seilerweg, ein Fußweg über Grünland führt weiter bis zum Teltower Dörferweg. | Berlin-Rudow Buchbinderweg · Berlin-Rudow Buchbinderweg                                           |
| Buchsbaumweg (Lage)             | 1130                             | Buchsbaum, immergrüne Strauch- und Heckenpflanze | 16. Aug. 1928       | Als Straße 68 eingerichtet wurde am 9. August 1929 die Straße 9 und am 1. Februar 1966 deren Verlängerung einbezogen. Sie liegt zwischen Krokus- und Köpenicker Straße | Berlin-Rudow Buchsbaumweg                                                                         |
| Dankmarsteig (Lage)             | 0190 (im Ortsteil)               | Dankmar, männlicher Vorname | 24. Aug. 1936       | Als Straße 143 eingerichtet liegen nur die Grundstücke 1–9 im Ortsteil und grenzt an den Mozartring. Der Teil in Alt-Glienicke liegt jenseits des Tunnels der A 113, wobei die Ortsteilgrenze an der Nordseite der Straße über diesen Streifen wechselt. | Berlin-Rudow Dankmarsteig                                                                         |
| Deutschtaler Straße (Lage)      | 1960                             | Deutschtal, Ort im Powiat Gnieźnieński in der Woiwodschaft Großpolen | 19. März 1938       | Als Straße 115 des Bebauungsplans eingerichtet liegt die überwiegend mit Einfamilienhäusern bebaute ruhige teilweise gepflasterte Wohnstraße zwischen Neudecker Weg und Am Klarpfuhl. Sie ist zwischen den kleinen Landschaftsschutzgebieten am Espenpfuhl und am Röthepfuhl für den Autoverkehr gesperrt und als Fußweg ausgebildet. | Berlin-Rudow Deutschtaler Straße                                                                  |
| Döbelner Weg (Lage)             | 0270                             | Döbeln, Stadt in Sachsen | 19. März 1938       | Als Straße 185 des Bebauungsplans eingerichtet liegt er zwischen Groß-Ziethener Chaussee und Straße 188. Eine schmale asphaltierte Wohnstraße mit Siedlungshäusern ist für den öffentlichen Verkehr gesperrt. | Berlin-Rudow Döbelner Weg                                                                         |
| Dora-Mendler-Straße (Lage)      | 0260                             | Dora Mendler (1925–2006), Bäuerin in Rudow und Trägerin der Ehrennadel des Bezirks Neukölln | 11. Mai 2017        | Die Stichstraße hieß bis 2017 Straße 574. Sie geht vom Ostburger Weg ab und führt in eine Siedlung mit Mehrfamilienhäusern aus den 1970er Jahren. | Berlin-Rudow Straße 574                                                                           |
| Dorothea-Stutkowski-Weg (Lage)  | 0080                             | Dorothea Stutkowski (1908–1985), Theologin, Widerstandskämpferin gegen das NS-Regime | 1. Nov. 1996        | Die von der Ursulinenstraße südlich abgehende Straße bietet den Zugang zu den vier anliegenden Wohnblöcken, beidseits mit Parkbuchten und Vorgärten. | Berlin-Rudow Dorothea-Stutkowski-Weg                                                              |
| Dreherweg (Lage)                | 0130                             | Dreher, Beruf in der Metallverarbeitenden Industrie | 19. März 1938       | Als Straße 27 des Bebauungsplans eingerichtet liegt er zwischen Neuköllner und Sattlerstraße. Die betonierte Wohnstraße mit Fußwegen begrenzt auf der Südseite eine kleine Siedlung. | Berlin-Rudow Dreherweg                                                                            |
| Druckerkehre (Lage)             | 0100                             | Drucker, Beruf | 15. Nov. 1970       | Die Straße 556 des Bebauungsplans ist eine Sackgasse mit Wendehammer. Sie geht von der Bäckerstraße nach Norden und erschließt anliegende Wohnblöcke. Die Namensgebung erfolgte passend zu den nach Handwerksberufen umliegenden Straßen. | Berlin-Rudow Druckerkehre                                                                         |
| Efeuweg (Lage)                  | 0550 (im Ortsteil)               | Efeu, Schling- und Kletterpflanzen | 16. Aug. 1928       | Die Straße D-I des Bebauungsplans liegt zwischen Neuköllner Straße und Fritz-Erler-Allee. Die Grundstücke 1–12f und 2–22 einschließlich der Straße liegen im Ortsteil. Die westlichen Grundstücke im Südteil gehören zu Gropiusstadt. Die Betonstraße ist mit Ein- und Mehrfamilienhäusern bebaut. | Berlin-Rudow Efeuweg                                                                              |
| Ehrenpreisweg (Lage)            | 0750                             | Ehrenpreis, Tee- und Heilpflanze | 16. Aug. 1928       | Als Straße 3 des Bebauungsplans eingerichtet liegt sie zwischen Stubenrauchstraße und Alt-Rudow. Die baumbestandene Siedlungsstraße teils mit Mehrfamilienhäusern hat im südlichen Teil einen Grünstreifen von Straßenbreite. | Berlin-Rudow Ehrenpreisweg                                                                        |
| Eibischstraße (Lage)            | 0190                             | Eibisch, zur Familie der Malvengewächse | 16. Aug. 1928       | Als Straße 111 nach Bebauungsplan eingerichtet liegt sie zwischen Buchsbaumweg und Kornblumenring, eine mit Einfamilienhäusern bestandene Betonstraße. | Berlin-Rudow Eibischstraße                                                                        |
| Eichenauer Weg (Lage)           | 0680                             | Eichenau, oberschlesische Stadt, (jetzt) Ortsteil von Katowice (Polen) | 19. März 1938       | Als Straße 118 des Bebauungsplans eingerichtet liegt sie zwischen Deutschtaler Straße und Groß-Ziethener Chaussee. Schmale gepflasterte Wohnstraße mit vorwiegend Einfamilienhäusern, aber auch Mehrfamilienhäuser aus den 1930er Jahren. | Berlin-Rudow Eichenauer Weg                                                                       |
| Eilenburger Weg (Lage)          | 0280                             | Eilenburg, Stadt in Sachsen | 19. März 1938       | Als Straße 204 des Bebauungsplans eingerichtet liegt die Siedlungsstraße zwischen Groß-Ziethener Chaussee und Zittauer Straße. | Berlin-Rudow Eilenburger Weg                                                                      |
| Elfriede-Kuhr-Straße (Lage)     | 0670                             | Elfriede Kuhr (1891–1966), Medizinerin, Kommunalpolitikerin | 1. Nov. 1996        | Die ruhige Wohnstraße mit Wohnblöcken aus den 1990er Jahren bebaut, liegt zwischen Knollstraße am Nordpark und dem Hiltrud-Dudek-Weg am Südpark. Hier befindet sich das Hannah-Arendt-Gymnasium. | Berlin-Rudow Elfriede-Kuhr-Straße · Elfriede-Kuhr-Straße Hannah-Arendt-Gymnasium                  |
| Elisabeth-Selbert-Straße (Lage) | 0320                             | Elisabeth Selbert (1896–1986), Juristin, Politikerin | 1. Nov. 1996        | Die ruhige Wohnstraße wurde in den 1990er Jahren mit Reihenhäusern bebaut. Sie liegt zwischen Nordpark (Ursulinenstraße) und Käte-Frankenthal-Weg am Südpark. | Berlin-Rudow Elisabeth-Selbert-Straße                                                             |
| Elly-Heuss-Knapp-Straße (Lage)  | 0450                             | Elly Heuss-Knapp (1881–1952), Lehrerin, Politikerin | 1. Nov. 1996        | Die Straße liegt zwischen Ursulinenstraße und Hildtrud-Dudek-Weg und dadurch zwischen Nord- und Südpark. Die Straße mit Parkbuchten, Fußweg und Vorgärten ist mit viergeschossigen Neubauten bestanden. | Berlin-Rudow Elly-Heuss-Knapp-Straße                                                              |
| Erlenbruchring (Lage)           | 0480                             | in der Nähe gelegenes Erlenbruch | 1. Sep. 1996        | Er liegt mit den Grundstücken 4–50 und 21–53 nordöstlich von und zur Straße 618. Das benachbarte Erlenbruch wird vom Rudower Fließ durchflossen. Die Straße einschließlich der gleichnamigen Stichstraßen zu Grundstücken gehört zur „Siedlung an der Bahnhofstraße“. | Berlin-Rudow Erlenbruchring                                                                       |
| Eulenweg (Lage)                 | 0070                             | Eulen, eine Ordnung der Vögel | 29. Juli 2011       | Die neu für eine Eigenheimsiedlung angelegte Straße liegt zwischen Seeadler- und Fischadlerweg am Kalte Grund-Pfuhl. Die Straße wurde nach Bebauungsplan XIV-274aa („Waßmannsdorfer Dreieck“) ausgeführt und angelegt. | Berlin-Rudow Eulenweg                                                                             |
| Exiner Straße (Lage)            | 0500                             | Exin, Ort in der früheren Provinz Posen, Wojewodschaft Kujawsko-Pomorskie (Polen) | 12. Feb. 1940       | Als Straße 119 des Bebauungsplans eingerichtet liegt sie zwischen Eichenauer und Ostburger Weg. In einer Gegend mit Straßen die nach Orten der ehemaligen preußischen Provinz Posen benannt sind. | Berlin-Rudow Exiner Straße                                                                        |
| Fenchelweg (Lage)               | 1090                             | Fenchel, Tee- und Gewürzpflanze | 16. Aug. 1928       | Der Weg liegt im Straßenzug der Straßen 5 und 6 sowie Straße 101 und 104 des Bebauungsplans, zudem wurde am 29. März 1939 auch die Straße 35 einbezogen so liegt er zwischen Johannisthaler Chaussee und Distelfinkweg, jedoch der südwestliche Teil zwischen Glocken- und Diestelfinkenweg gehört zu Buckow. Die nördlichen 350 Meter von der Ernst-Keller-Brücke ostwärts bilden den südlichen Uferweg am Teltowkanal als schmale Siedlungsstraße mit Parkbuchten für Anlieger. Im weiteren Verlauf begrenzen Eigenheimgrundstücke eine zweispurige Wohnstraße mit Gehwegen im LOR-Planungsraum 35 („Blumenviertel“). | Fenchelweg nach Süden gesehen von Petunienweg                                                     |
| Fingerhutweg (Lage)             | 0140                             | Fingerhut, Arzneipflanze | 15. Nov. 1970       | Als Straße 216 des Bebauungsplans eingerichtet geht er als Stichstraße mit Wendehammer westlich vom Salbeiweg ab. | Berlin-Rudow Fingerhutweg                                                                         |
| Fischadlerweg (Lage)            | 0270                             | Fischadler, Greifvogelart | 29. Juli 2011       | Die in den 2010er Jahren neu für eine Eigenheimsiedlung angelegte Straße geht von der Waßmannsdorfer Chaussee nach Südosten ab und liegt am Kalte Grund-Pfuhl. Die Straße wurde nach Bebauungsplan XIV-274aa („Waßmannsdorfer Dreieck“) ausgeführt und angelegt. | Berlin-Rudow Fischadlerweg                                                                        |
| Fleischerstraße (Lage)          | 0800                             | Fleischer, Handwerksberuf | 19. März 1938       | Als Straße 130 des Bebauungsplans eingerichtet, liegt die Siedlungsstraße zwischen Zwickauer Damm und Buchbinderweg, geht am östlichen Ende ab Korbmacherweg in eine Sackgasse und dann als Fußweg weiter. Somit besteht über den Rudower Fließgraben eine Anbindung an die Bäckerstraße. Die Straße hat mehrere Seitenwege um die Einfamilienhäuser der tiefgestaffelten Grundstücke an die Verkehrsstraße anzuschließen. Am östlichen Ende befinden sich Mehrfamilienhäuser. | Berlin-Rudow Fleischerstraße                                                                      |
| Flurweg (Lage)                  | 0990                             | Flur, landwirtschaftliches Nutzland | 16. Aug. 1928       | Vorher die Straße 17, 17b und 17c des Bebauungsplans wurde die Straße 7c am 27. März 1939 einbezogen. Er liegt zwischen Minzeweg und Neuköllner Straße im „Blumenviertel“ bebaut mit Einfamilien- und kleinen Mehrfamilienhäusern. |                                                                                                   |
| Formerweg (Lage)                | 0280                             | Former, Berufsbezeichnung | 19. März 1938       | Als Straße 131 eingerichtet liegt die asphaltierte Straße mit Siedlungshäusern und Gehwegen zwischen Uhrmacherweg bis Bildhauerweg. | Berlin-Rudow Formerweg                                                                            |
| Frauenschuhweg (Lage)           | 0150                             | Frauenschuh, Orchidee | 1. Nov. 1968        | Als Straße 220 eingerichtet liegt der Weg zwischen Männertreu- und Seidelbastweg im Planungsraum „Blumenviertel“. | Berlin-Rudow Frauenschuhweg                                                                       |
| Freigutweg (Lage)               | 0280                             | Freigut, mit Hufen ausgestattete Bauernstelle | 1. Jan. 1974        | Als Straße 175 und Platz D des Bebauungsplans eingerichtet liegt er zwischen Im Bauernbusch und „KGA Neues Heim“. | Berlin-Rudow Freigutweg                                                                           |
| Freitaler Straße (Lage)         | 0440                             | Freital, Stadt bei Dresden (Sachsen) | 19. März 1938       | Als Straße 127 des Bebauungsplans eingerichtet liegt die Siedlungsstraße Pirnaer Straße und Lößnitzer Weg. | Freitaler Straße von Ecke Lößnitzer Weg nach Ost gesehen.                                         |
| Friederike-Nadig-Straße (Lage)  | 0320                             | Frieda Nadig (1897–1970), Wohlfahrtspflegerin, Politikerin | 1. Nov. 1996        | Die ruhige Wohnstraße wurde in den 1990er Jahren mit Reihenhäusern bebaut. Sie liegt zwischen Ursulinenstraße und Käte-Frankenthal-Weg und verbindet den Nord- mit dem Südpark. | Berlin-Rudow Friederike Nadig-Straße                                                              |
| Fritz-Erler-Allee (Lage)        | 0610 (im Ortsteil)               | Fritz Erler (1913–1967), Politiker, Widerstandskämpfer gegen das NS-Regime | 22. Feb. 1968       | Im Ortsteil liegen nur die am nördlichen Straßenrand anliegenden Grundstücke 155–197 (ungerade) mit Siedlungshäusern zwischen Efeuweg und Neuköllner Chaussee. Als Straße 484 im Bezirk Neukölln eingerichtet und zweibahnig mit Mittelstreifen zusammen mit der Großwohnsiedlung Gropiusstadt angelegt führt sie zudem noch durch Buckow. |                                                                                                   |
| Fuchsienweg (Lage)              | 0580                             | Fuchsie, Zierpflanze | 16. Aug. 1928       | Als Straße 107 eingerichtet liegt sie zwischen Flurweg und Stubenrauchstraße. | Berlin-Rudow Fuchsienweg                                                                          |
| Geflügelsteig (Lage)            | 0980                             | Geflügel, Oberbegriff für alle Haus- und Nutzvögel | 19. März 1938       | Vorher Straße 148 des Bebauungsplan. Die betonierte Siedlungstraße führt über den Rudower Fließgraben und liegt zwischen Groß-Ziethener und Waßmannsdorfer Chaussee. | Berlin-Rudow Geflügelsteig Gemeindezentrum ev. Kirchengemeinde Rudow · Berlin-Rudow Geflügelsteig |
| Geißbartweg (Lage)              | 0140                             | Geißbart, Aruncus, Stauden mit weißen, zweihäusig verteilten Blüten in großen Blütenständen. Familie der Rosengewächse | 8. Okt. 2010        | Auf einem ehemaligen Industriegelände angelegte Siedlungsstraße (Privatstraße) zwischen Minzeweg und dem Uferweg am Teltowkanal, hier besteht ein Wendehammer. | Berlin-Rudow Geißbartweg                                                                          |
| Gerhard-Winkler-Weg (Lage)      | 0130                             | Gerhard Winkler (1906–1977), Komponist und Pianist | 18. Sep. 1987       | 1987 wurde der Teil des Glashütter Wegs von Deutschtaler Straße und Am Espenpfuhl umbenannt, der Weg liegt noch hier südlich vom Kattenpfuhl. | Berlin-Rudow Gerhard Winkler-Weg                                                                  |
| Gertrud-Dorka-Weg (Lage)        | 0080                             | Gertrud Dorka (1893–1976), Pädagogin, Archäologin | 1. Nov. 1996        | Der Weg im „Frauenviertel“ geht als Sackgasse nördlich von der Jeanette-Wolff-Straße ab und bietet den Zugang zu den anliegenden Wohnblöcken | Berlin-Rudow Gertrud-Dorka-Weg                                                                    |
| Gisbertzweg (Lage)              | 0260                             | Wilhelm Gisbertz (1886–1963), Politiker, Ehrenvorsitzender des Deutschen Siedlerbundes | 1. Juli 1972        | Als Privatstraße 548 des Bebauungsplans eingerichtet liegt er zwischen Knollstraße und Nikolaus-Ehlen-Weg, wobei die Grundstücke 2–6 über eine Sackgasse erschlossen sind. | Berlin-Rudow Gisbertzweg                                                                          |
| Glashütter Weg (Lage)           | 0380                             | denkbar: Glashütte, Uhrmacherstadt in Sachsen. Da der Weg aber genau gleichzeitig mit Altrader Weg, Deutschhofer Straße, Lettberger Straße, Timmendorfer Weg u. a. benannt wurde, liegt die Benennung nach einem in den 1919 abgetretenen Gebieten gelegenen gleichnamigen Ort viel näher, etwa Glashütte (Szklarka Trcielska). | 19. März 1938       | Als Straße 162 des Bebauungsplans eingerichtet lag der Verlauf zwischen der heutigen Rudower Spinne und der Ortsteilgrenze (Ecke An der Rudower Höhe / Niederschlemaer Weg). Durch Grünflächen erfolgte keine Bebauung, am 18. September 1987 wurde zwischen Deutschtaler Straße und Am Espenpfuhl in Gerhard-Winkler-Weg umbenannt und zwischen Lettberger Straße und Selgenauer Weg in Benatzkyweg ausgegliedert. So ist der Weg erheblich verkürzt zwischen An der Rudower Höhe und einem Wendehammer am Ende einer Sackgasse von An der Werderlake. Südlich angrenzend liegt der Priesterpfuhl und die Rudower Höhe. |                                                                                                   |
| Glockenblumenweg (Lage)         | 1570 (im Ortsteil)               | Glockenblumen, Zierpflanze | 16. Aug. 1928       | Er liegt zwischen Johannisthaler Chaussee und Stubenrauchstraße, jedoch liegen im westlichen Teil die Grundstücke 2–36 (gerade) südlich der Straße in Buckow. Eingerichtet als Straße 5 des Bebauungsplans. | Glockenblumenweg von Ecke Fenchelweg gesehen.                                                     |
| Gockelweg (Lage)                | 0520                             | Gockel, volkstümlich für den Hahn, angepasst zu den umliegenden Straßen nach Hühnerrassen | 1. Juni 1967        | Als Straße 527 des Bebauungsplans eingerichtet wurde am 15. November 1970 die Verlängerung in die Stichstraße vom Rhodeländerweg einbezogen. Der Weg führt in ein Gewerbegebiet und liegt in der Südecke des Ortsteils hinter den Grundstücken grenzt der Rudower Dörferblick an. Zwischen Rhodeländerweg und Waßmannsdorfer Chaussee entstand zwischen 2013 und 2014 ein Siedlungsgebiet. | Berlin-Rudow Gockelweg · Berlin-Rudow Gockelweg                                                   |
| Goldlackweg (Lage)              | 0210                             | Goldlack, Zierpflanze | 16. Aug. 1928       | Siedlungsstraße zwischen Flur- und Levkojenweg im Planungsraum Blumenviertel, als Straße 17a eingerichtet. | Berlin-Rudow Goldlackweg                                                                          |
| Goldrautenweg (Lage)            | 0230                             | Goldrauten, Pflanzengattung in der Naturheilkunde genutzt | 13. Mai 1929        | Als Straße 14 eingerichtet liegt die Siedlungsstraße zwischen Löwenzahnweg und Stubenrauchstraße im Planungsraum Blumenviertel | Berlin-Rudow Goldrautenweg                                                                        |
| Greifenberger Straße (Lage)     | 0650                             | Greifenberg, Kreisstadt in der früheren Provinz Pommern (Polen) | 15. Nov. 1970       | Vorher Straße 215 des Bebauungsplans liegt sie zwischen Neuhofer bis Knollstraße und stößt hier an den Nordpark. | Berlin-Rudow Greifenberger Straße                                                                 |
| Großenhainer Weg (Lage)         | 0170                             | Großenhain, Mittelstadt in Sachsen | 19. März 1938       | Als Straße 126 des Bebauungsplans eingerichtet liegt zwischen Zittauer Straße und Lauchstädter Weg. | Berlin-Rudow Großenhainer Weg                                                                     |
| Groß-Ziethener Chaussee (Lage)  | 1720                             | Großziethen, Nachbarort (Brandenburg) | nach 1930           | Der eigentliche Weg zwischen Rudow und Großziethen wurde zwischen 1930 und 1932 benannt und am 1. Juli 1963 wurde die Bahnhofstraße in Rudow einbezogen. Die Chaussee liegt zwischen Rudower Spinne (Neuköllner Straße) und der Stadtgrenze. | Berlin-Rudow Groß-Ziethener Chaussee · Berlin-Rudow Groß-Ziethener Chaussee                       |
| Gürtlerweg (Lage)               | 0590                             | Gürtler, Handwerksberuf | 19. März 1938       | Als Straße 136 des Bebauungsplans eingerichtet, liegt sie zwischen Zwickauer Damm und Bildhauerweg. | Berlin-Rudow Gürtlerweg                                                                           |
| Hafenstraße (Lage)              | 0180                             | Hafen am Teltowkanal | vor 1911            | Die Straße wurde als Straße F des Bebauungsplans eingerichtet. Die Straße liegt zwischen Kanalstraße und Teltowkanal, der an dieser Stelle eine Erweiterung besitzt, 1922 noch unbebaut. Entlang des 1906 eröffneten Teltowkanals wurde in Rudow ein Gewerbegebiet vorgesehen, die Häfen Rudow West und Rudow Ost liegen am Randbereich. | Berlin-Rudow Hafenstraße                                                                          |
| Helene-Jung-Platz (Lage)        | 0060 × 60                        | Helene Jung (1896–1976), Pädagogin, Kommunalpolitikerin | 1. Nov. 1996        | Der Platz liegt abseits der Waltersdorfer Chaussee und liegt der Ursulinenstraße an. Der Benedicta-Teresia-Weg kreuzt als Fußweg den Platz. | Berlin-Rudow Helene-Jung-Platz                                                                    |
| Helene-Nathan-Weg (Lage)        | 0080                             | Helene Nathan (1885–1940), Bibliothekarin, Opfer des NS-Regimes | 1. Nov. 1996        | Sie geht von der Jeanette-Wolff-Straße nördlich ab und erschließt die umliegenden Wohnblöcke. | Berlin-Rudow Helene-Nathan-Weg                                                                    |
| Helene-Weber-Straße (Lage)      | 0320                             | Helene Weber (1881–1962), Politikerin | 1. Nov. 1996        | Die Straße liegt zwischen Ursulinenstraße und Ottilie-Baader-Platz im Frauenviertel. | Berlin-Rudow Helene-Weber-Straße                                                                  |
| Helene-Wessel-Straße (Lage)     | 0120                             | Helene Wessel (1898–1969), Fürsorgerin, Politikerin | 1. Nov. 1996        | Die Straße ist eine Stichstraße nördlich von der Lieselotte-Berger-Straße abgehend. | Berlin-Rudow Helene-Wessel-Straße                                                                 |
| Hennensteig (Lage)              | 0500                             | Henne, weibliches Haushuhn, ergänzend zu Gockelweg | 24. Jan. 1938       | Als Straße 169 eingerichtet liegt er zwischen Groß-Ziethener Chaussee und Erlenbruch, ab Welsumerpfad als Sackgasse im Grünbereich als Fußweg. | Hennensteig von Ecke Groß-Ziethener Chaussee nach Ost gesehen.                                    |
| Herzblattweg (Lage)             | 0250                             | Herzblatt, Steinbrechgewächs, auch als Heilpflanze | 16. Aug. 1928       | Als Straße 114 des Bebauungsplans eingerichtet liegt sie zwischen Margueritenring und Köpenicker Straße. | Berlin-Rudow Herzblattweg                                                                         |
| Hiltrud-Dudek-Weg (Lage)        | 0530                             | Hiltrud Dudek (Ordensname: Maria Hiltrud, 1903–1991), Ordensschwester, Pädagogin | 1. Nov. 1996        | Die Straße wurde in den 1990er Jahren mit Mehrfamilienhäusern bebaut. Sie liegt im Bogen zwischen Waltersdorfer Chaussee und Ottilie-Baader-Platz, die Südseite der Straße begrenzt den Südpark. | Berlin-Rudow Hiltrud-Dudek-Weg                                                                    |
| Hofjagdweg (Lage)               | 0290                             | Rudow galt als bevorzugtes Jagdrevier der Landesherren | 1. Jan. 1974        | Als Straße 176 eingerichtet geht sie als Sackgasse ostwärts von Im Bauernbusch ab und endet an der KGA Neues Heim. | Berlin-Rudow Hofjadweg                                                                            |
| Hopfenweg (Lage)                | 0470                             | Hopfen, Gattung der Hanfgewächse | 16. Aug. 1928       | Als Straßen BI und CI eingerichtet liegt der Weg zwischen Efeuweg und der Ortsteilgrenze zu Gropiusstadt an der Fritz-Erler-Allee | Berlin-Rudow Hopfenweg                                                                            |
| Igelkolbensteig (Lage)          | 0090                             | Igelkolben, Sumpfpflanze | 15. Nov. 1970       | Beim Abriss des Heizkraftwerks Rudow wurde hier der Flächennutzungsplan für Wohnbebauung geändert. Im amtlichen LOR-Verzeichnis nicht mehr aufgeführt. |                                                                                                   |
| Im Bauernbusch (Lage)           | 0410                             | Bauernbusch, alter Rudower Flurname | 1. Jan. 1974        | Vorher Straße 11s des Bebauungsplans liegt sie zwischen Köpenicker Straße und Neudecker Weg. | Berlin-Rudow Im Bauernbusch                                                                       |
| Jeanette-Wolff-Straße (Lage)    | 0450                             | Jeanette Wolff (1888–1976) Politikerin, Widerstandskämpferin gegen das NS-Regime | 1. Nov. 1996        | Die ruhige Wohnstraße ist mit Wohnblöcken aus den 1990er Jahren bebaut. Sie liegt zwischen Ottilie-Baader-Platz und der Randstraße der Waltersdorfer Chaussee. | Berlin-Rudow Jeanette-Wolff-Straße                                                                |
| Johannisthaler Chaussee (Lage)  | 0780 (im Ortsteil)               | Johannisthal, Nachbarort von Rudow | vor 1911            | Im Ortsteil liegt das Straßenland und die südlichen Grundstücke 113–169 (ungerade) zwischen Ernst-Kleiber-Brücke und Glockenblumenweg. Bis 1920 trug die Straße in Buckow und Rudow den Namen Johannisthaler Chaussee, zwischen der Buckower Bahnhofstraße (heute: Wildmeisterdamm) und der Rudower Straße in Rudow. 1929 wurde die Verlängerung in Treptow (Johannisthal) und am 1. Juni 1975 auch der Teil des Wildmeisterdamms bis zum Buckower Damm einbezogen, somit liegt sie seither auch in den Ortsteilen Baumschulenweg (nördlich) und nach Süden Buckow, Gropiusstadt und Britz. | Berlin-Rudow Johannisthaler Chaussee                                                              |
| Kálmánweg (Lage)                | 0300                             | Emmerich Kálmán (1882–1953), ungarischer Komponist | 15. Aug. 1972       | Als Straße 467 des Bebauungsplans eingerichtet, liegt sie zwischen Lettberger Straße und als Sackgasse zur KGA Rudower Höhe. | Berlin-Rudow Kalmanweg                                                                            |
| Kalmusweg (Lage)                | 0140                             | Kalmus ist eine Sumpfpflanzenart | 16. Aug. 1928       | Er liegt zwischen ehrenpreis- und Kappenstraße, vorher Straße 57. | Berlin-Rudow Kalmusweg                                                                            |
| Kanalstraße (Lage)              | 1550                             | im Gewerbegebiet am Teltowkanal | vor 1911            | Vorher Straße G des Bebauungsplans und im Stadtplan von 1911 bereits namentlich eingezeichnet, wohl nach Fertigstellung der Hafenanlage benannt. Sie liegt zwischen Stubenrauch- und Köpenicker Straße. 1922 sind schon Baustellen auf den Grundstücken angegeben. Als Baudenkmal ist die Maschinenfabrik Werner als Gesamtanlage eingetragen. Moderne Technik repräsentiert das RWE-Holzheizkraftwerk am Ostende der Straße zur Köpenicker Straße zu, das am Teltowkanal liegt und der Versorgung der Gropiusstadt dient. | Kanalstraße 55 · Berlin-Rudow Kanalstraße                                                         |
| Kapaunenstraße (Lage)           | 0970                             | Kapaun, kastrierter Hahn | 24. Jan. 1928       | Vorher Straße 158 des Bebauungsplans wurde am 1. Mai 1967 die verlängernde Straße 460 einbezogen, sie liegt zwischen Lockenhuhn- und Rhodeländerweg. | Berlin-Rudow Kapaunenstraße                                                                       |
| Kappenstraße (Lage)             | 0220                             | Herkunft von „Kappen“ ist unklar, die Namensgebung könnte nach einer lokalen Persönlichkeit erfolgt sein | vor 1921            | Die Straße liegt zwischen Prierosser Straße und Alt-Rudow und im Adressbuch Berlins von 1918 ist sie noch nicht aufgeführt auf der Karte von 1920 jedoch namentlich eingezeichnet. 1922 befinden sich Baustellen auf den Grundstücken zwischen Neuköllner Straße und Straße 59 und Straße 57. | Berlin-Rudow Kappenstraße                                                                         |
| Käte-Frankenthal-Weg (Lage)     | 0350                             | Käte Frankenthal (1889–1976), Medizinerin, Opfer des NS-Regimes | 1. Nov. 1996        | Die ruhige Wohnstraße ist mit Mehrfamilienhäusern aus den 1990er Jahren bebaut. Sie liegt zwischen Schönefelder Straße und Ottilie-Baader-Platz und begrenzt den Südpark nördlich. | Berlin-Rudow Käthe-Frankenthal-Weg                                                                |
| Kerbelweg (Lage)                | 0250                             | Kerbel, Gewürzpflanze | 16. Aug. 1928       | Vorher Straße 19 des Bebauungsplans liegt er zwischen Krokus- und Stubenrauchstraße, zu der in Straßenbreite ein abgesperrter Fußweg ab Wendehammer führt. |                                                                                                   |
| Kiefwiesensteig (Lage)          | 0080                             | Kiefwiesen, alter Flurname | 15. Nov. 1970       | Vorher als Fußweg 202 eingerichtet liegt die kurze Verbindung ohne Grundstücke zwischen Wischmattenweg und Köpenicker Straße. Der Fußweg bietet den Zugang zu vier anliegenden Eigenheimen ist aber nicht befahrbar. | Berlin-Rudow Kiefwiesensteig                                                                      |
| Kleestraße (Lage)               | 0280                             | Klee, Futterpflanze | 16. Aug. 1928       | Als Straße 24 eingerichtet liegt er zwischen Ehrenpreis- und Meldenweg. | Berlin-Rudow Kleestraße                                                                           |
| Klein-Ziethener Weg (Lage)      | 0450                             | Kleinziethen (früher: Klein-Ziethen), Ortsteil von Großziethen (Brandenburg) | 24. Jan. 1938       | Als Straße 155 des Bebauungsplans eingerichtet, wurde am 1. Mai 1967 der nördliche Teil des Klein-Ziethener Weges in Rhodeländerweg umbenannt. Er liegt zwischen Rhodeländerweg und Stadtgrenze und ist eingegrenzt zwischen Rudower Fließ und Andreas-Hermes-Siedlung mit Anschluss über den Berliner Mauerweg nach Großziethen, hier als Rudower Chaussee. | Berlin-Rudow Klein-Ziethener Weg · Berlin-Rudow Klein-Ziethener Weg                               |
| Klettenweg (Lage)               | 0500                             | Kletten, Korbblütler | 16. Aug. 1928       | Als Straße 69 des Bebauungsplans eingerichtet, liegt sie zwischen Rhabarberweg und Ritterspornweg. | Berlin-Rudow Klettenweg                                                                           |
| Knollstraße (Lage)              | 0480                             | Ernst Gustav Knoll (1889–1965), Jurist, Förderer des Siedlungswesens | 1. Juni 1975        | Vorher Straße 148 des Bebauungsplans liegt sie zwischen Schönefelder Straße und Waltersdorfer Chaussee, an letztere durch einen Fußweg südlich vom Krummer Katzenpfuhl. Die Südseite der Straße ist der Nordpark die Nordseite ist mit Siedlungshäusern bebaut. | Berlin-Rudow Knollstraße                                                                          |
| Köpenicker Straße (Lage)        | 1710                             | Verbindungsstraße nach Köpenick, (1911) selbstständige Stadt Cöpenick | vor 1911            | Als Straße M des Bebauungsplans eingerichtet, ist sie im Stadtplan von 1911 als Coepenieker Straße eingezeichnet, als Teil der Straßenverbindung von Rudow nach Köpenick über Adlershof. 1938 ist der Straßenname bis zur Wredebrücke (Altglienicke) angegeben. Die Straße liegt zwischen Alt-Rudow und August-Fröhlich-Straße, dann nordöstlich in Richtung des Bezirks Treptow-Köpenick (Ortsteil Alt-Glienicke) weiter verlaufend noch im Ortsteil als Sackgasse in ein Gewerbegebiet, das an die Bundesautobahn 113 grenzt. Baudenkmale: Rudower Dorfkirche, Alte Küsterei und Schulgebäude, Fabrikgebäude in der Nr. 26. | Köpenicker Straße 187 · Berlin-Rudow Köpenicker Straße                                            |
| Korbmacherweg (Lage)            | 0080                             | Korbmacher, Handwerker | 1. Nov. 1990        | Vorher Straße 144 des Bebauungsplans liegt er zwischen Fleischerstraße und Beizerweg, westlich zwei Grundstücke östlich eine Kita an einer Asphaltstraße mit Gehwegen. | Berlin-Rudow Korbmacherweg                                                                        |
| Kornblumenring (Lage)           | 0880                             | Kornblume, blaue Blume und Ackerunkraut | 16. Aug. 1928       | Als Straße 110 des Bebauungsplans eingerichtet wurde nach der Benennung 1928 am 7. April 1965 die Straße 474 einbezogen. Der Ring liegt zwischen Ehrenpreisweg und Krokusstraße nördlich von Alt-Rudow. | Berlin-Rudow Kornblumenring · Berlin-Rudow Kornblumenring                                         |
| Kornradenstraße (Lage)          | 0630                             | Kornrade, Nelkengewächs, Unkraut | 16. Aug. 1928       | Vorher Straße 10 des Bebauungsplans wurde am 1. Juli 1965 ihr durch Überbauung abweichender Abschnitt zwischen Kornblumenring und Buchsbaumstraße in Margueritenring umbenannt. Sie liegt zwischen Stubenrauch- und Krokusstraße. | Berlin-Rudow Kornradenstraße                                                                      |
| Krabbentaucherweg (Lage)        | 0120                             | Krabbentaucher, Vogel aus der Familie der Alkenvögel | 12. Aug. 2022       | Die Privatstraße zweigt von der Waßmannsdorfer Chaussee ab und erschließt ein kleines Neubaugebiet. | Berlin-Rudow Krabbentaucherweg                                                                    |
| Krokusstraße (Lage)             | 1200                             | Krokusse, Frühlingsblüher | 16. Aug. 1928       | Als Straße 8 des Bebauungsplans eingerichtet wurde am 29. März 1939 die Bismarckstraße einbezogen. Die Krokusstraße liegt zwischen Stubenrauchstraße und Alt-Rudow. Baudenkmale: Krokusstraße 80. | Krokusstraße 80                                                                                   |
| Kückenweg (Lage)                | 0280                             | Kücken, Jungtier der Hühner, ergänzend zu Gockelweg, Hennensteig und Kapaunstraße | 24. Jan. 1938       | Als Straße 160 des Bebauungsplans eingerichtet, liegt er zwischen Waßmannsdorfer Chaussee und Putenweg. Der Weg liegt in einer Gegend in der die Straßennamen Bezug zum Haushuhn haben. ‚Kücken‘ ist die in Österreich gebräuchliche Schreibweise, im Gegensatz zur Deutschen Schreibweise ‚Küken‘. | Berlin-Rudow Kückenweg                                                                            |
| Künnekeweg (Lage)               | 0340                             | Eduard Künneke (1885–1953), Komponist | 1. Juni 1972        | Als Straße 239 des Bebauungsplans eingerichtet wurde die 1972 publizierte Schreibweise Künnecke am 8. August 1972 in Künneke korrigiert. Sie liegt zwischen Lettberger Straße und Dauerkleingartenanlage Rudower Höhe mit einem Zugang zur Rudower Höhe einem zum Park umgestalteten Schuttberg. | Berlin-Rudow Künnekeweg Rudower Höhe                                                              |
| Lachshuhnweg (Lage)             | 0310                             | Lachshuhn, Hühnerrasse | 24. Jan. 1938       | Als Straße 170 des Bebauungsplans eingerichtet, liegt der Weg zwischen Zwerghuhnweg und Welsumerpfad. | Berlin-Rudow Lachshuhnweg                                                                         |
| Lakenfelderweg (Lage)           | 0270                             | Lakenfelder, Hühnerrasse | 24. Jan. 1938       | Als Straße 154 eingerichtet, liegt er zwischen Geflügelsteig und Perlhuhnweg. | Berlin-Rudow Lakenfelderweg                                                                       |
| Landhausweg (Lage)              | 0440                             | Landhaus, Bezug zur umgebenden Siedlung | 27. Feb. 2009       | Er liegt zwischen Bildhauerweg und Buchbinderweg und ist eine abgesperrte Privatstraße und vom Bildhauerweg als Sackgasse befahrbar, im LOR-Verzeichnis mit den Grundstücken 1–49 (ungerade) und 2–52 (gerade) unter der Straßennummer 09948 geführt. | Berlin-Rudow Landhausweg                                                                          |
| Langschanweg (Lage)             | 0350                             | Deutsches Langschan, Hühnerrasse | 24. Jan. 1938       | Als Straße 159 eingerichtet liegt der Weg gewinkelt und im Bogen zwischen Puten- und Kückenweg und erschließt die Grundstücke zwischen Puten- und Kapaunenweg. | Berlin-Rudow Langschanweg                                                                         |
| Lauchstädter Weg (Lage)         | 0720                             | Bad Lauchstädt, Stadt in Sachsen-Anhalt | 19. März 1938       | Als Straße 122 eingerichtet, liegt sie zwischen Zwickauer Damm und Groß-Ziethener Chaussee. | Lauchstädter Weg von Ecke Bitterfelder Weg gesehen.                                               |
| Leghornweg (Lage)               | 0180                             | Leghorn, Hühnerrasse | 1. März 1965        | Als Straße 247 eingerichtet, liegt er zwischen Puten- und Rhodeländerweg | Berlin-Rudow Leghornweg                                                                           |
| Lettberger Straße (Lage)        | 1030                             | Lettberg, polnisch Lednogóra, Ort in Woiwodschaft Großpolen (Polen) | 19. März 1938       | Als Straße 177 des Bebauungsplans eingerichtet, ist die Wohnstraße überwiegend mit Einfamilienhäusern bebaut und liegt zwischen Neudecker und Schönbergweg. Am südlichen Ende hat der Reiter-Verein Rudow sein Gelände. Die Straße mündet in das Betriebsgelände der Baumschulen Ewald Fischer. | Berlin-Rudow Lettberger Straße · Berlin-Rudow Lettberger Straße Reiter-Verein-Rudow               |
| Levkoienweg (Lage)              | 0240                             | Levkoie, Zierpflanze | 16. Aug. 1928       | Als Straße 15 des Bebauungsplans angelegt liegt er zwischen Glockenblumenstraße und Windenweg. | Berlin-Rudow Levkoienweg                                                                          |
| Lieselotte-Berger-Platz (Lage)  | 0140 × 70                        | Lieselotte Berger (1920–1989), Politikerin | 1. Nov. 1996        | Der von Wohnblöcken umgebene Platz liegt an der Lieselotte-Berger-Straße und wird von der Elfriede-Kuhr-Straße und der Elly-Heuss-Knapp-Straße begrenzt. Auf dem Platz findet ein Wochenmarkt statt. | Berlin-Rudow Lieselotte-Berger-Platz                                                              |
| Lieselotte-Berger-Straße (Lage) | 1030                             | Lieselotte Berger (1920–1989), Politikerin | 1. Nov. 1996        | Die ruhige Wohnstraße ist mit Wohnblöcken aus den 1990er Jahren bebaut, sie liegt zwischen Waltersdorfer Chaussee und Schönefelder Straße und stellt die Hauptverkehrsstraße im Frauenviertel dar. | Berlin-Rudow Lieselotte-Berger-Straße · Berlin-Rudow Rose-Oehmichen-Grundschule                   |
| Lockenhuhnweg (Lage)            | 0280                             | Lockenhuhn, Hühnerrasse | 24. Jan. 1938       | Als Straße 152 des Bebauungsplans liegt der Weg zwischen Rhodeländerweg und Waßmannsdorfer Chaussee. | Berlin-Rudow Lockenhuhnweg                                                                        |
| Löheweg (Lage)                  | 0090                             | Wilhelm Löhe (1808–1872), evangelisch-lutherischer Theologe mit Schriften zur Profilierung der Lutherischen Kirche | 3. Aug. 1966        | Als Privatstraße 248 eingerichtet liegt er als Anliegerstraße zwischen Söderblomweg und Matthäusweg in einer 20er-Zone nahe (parallel) der Stadtgrenze und gehört zur „Siedlung am Zwickauer Damm“. | Berlin-Rudow Löheweg                                                                              |
| Lößnitzer Weg (Lage)            | 0530                             | Lößnitz, Stadt (Sachsen) | 19. März 1938       | Vorher Straße 141 des Bebauungsplans liegt sie zwischen Zwickauer Damm und Groß-Ziethener Chaussee. | Berlin-Rudow Lößnitzer Weg                                                                        |
| Löwenzahnweg (Lage)             | 0540                             | Löwenzahn, Korbblütler | 28. Aug. 1928       | Der Weg zwischen Fuchsien- und Mohnweg wurde bei der Benennung gemeinsam aus Straße 13 und Straße 13a des Bebauungsplans angelegt. | Berlin-Rudow Löwenzahnweg                                                                         |
| Lupinenweg (Lage)               | 0150                             | Lupine, Nutz- und Futterpflanze | 16. Aug. 1928       | Vorher Straße 585 geht er südwestlich als Sackgasse vom Kornblumenring ab und als Fuß- und Radweg zur Prierosser Straße zwischen deren älteren Bauten hindurch. | Berlin-Rudow Lupinenweg                                                                           |
| Mackebenweg (Lage)              | 0330                             | Theo Mackeben (1897–1953), Komponist. | 1. Juni 1975        | Als Straße 585 des Bebauungsplans eingerichtet ist die ruhige Wohnstraße überwiegend mit Einfamilienhäusern bebaut und grenzt unmittelbar an den Landschaftspark Rudow-Altglienicke und die Rudower Höhe. Sie liegt zwischen Kálmánweg und Schönbergweg. | Berlin-Rudow Mackebenweg                                                                          |
| Männertreuweg (Lage)            | 0370                             | Männertreu, Glockenblumengewächs | 1. Nov. 1968        | Als Straße 221 des Bebauungsplans eingerichtet liegt er zwischen Frauenschuhweg und dem Sauerdornweg als Sackgasse weitergehend zu einem Wendehammer an der vormaligen Fläche des Heizkraftwerkes Rudow. | Berlin-Rudow Männertreuweg                                                                        |
| Margueritenring (Lage)          | 1000                             | Marguerite, Wiesenblume, Korbblütler | 16. Aug. 1928       | Als Straße 112 des Bebauungsplans eingerichtet wurde am 1. Juli 1965 Straße 475 ein Teil der Kornradenstraße in den Margueritenring einbezogen. Er ist kein eigentlicher Ring wie der umschließende Kornblumenring und liegt zwischen Ehrenpreis- und Buchsbaumweg. | Berlin-Rudow Margueritenring                                                                      |
| Marianne-Hapig-Weg (Lage)       | 0200                             | Marianne Hapig (1894–1973), Sozialfürsorgerin, Widerstandskämpferin gegen das NS-Regime | 1. Nov. 1996        | Der Weg liegt schräg über die Lieselotte-Berger- und Jeanette-Wolff-Straße zwischen Lieselotte-Berger- und Ottilie-Baader-Platz. | Berlin-Rudow Marianne-Hapig-Weg                                                                   |
| Maßliebweg (Lage)               | 0230                             | Maßlieb, Gänseblümchen | 16. Aug. 1928       | Als Straße AI des Bebauungsplans eingerichtet liegt er zwischen Hopfen- und Efeuweg. | Berlin-Rudow Maßliebweg                                                                           |
| Mathilde-Vaerting-Weg (Lage)    | 0150                             | Mathilde Vaerting (1884–1977), Psychologin und Pädagogin | 1. Nov. 1996        | Die Straße wurde in den 2010er Jahren mit Mehrfamilienhäusern bebaut und liegt zwischen Jeanette-Wolff-Straße und Hiltrud-Dudek-Weg. | Berlin-Rudow Mathilde-Vaerting-Weg                                                                |
| Matthäusweg (Lage)              | 0350                             | Matthäus, Jünger Jesu | 29. Dez. 1964       | Als Straße 250 des Bebauungsplans eingerichtet liegt er zwischen Meißner Weg und Stadtgrenze, im westlichen Teil als Anliegerstraße der „Siedlung Am Zwickauer Damm“. | Berlin-Rudow Matthäusweg                                                                          |
| Meißner Weg (Lage)              | 1050                             | Meißen, Kreisstadt in Sachsen | 19. März 1938       | Vorher als Straße 121 des Bebauungsplans eingerichtet wurde am 1. Oktober 1967 der nördliche Abschnitt in die Wutzkyallee einbezogen. Er liegt zwischen Matthäusweg und Groß-Ziethener Chaussee. | Berlin-Rudow Meißner Weg                                                                          |
| Meldenweg (Lage)                | 0200                             | Melde, Gänsefußgewächs | 16. Aug. 1928       | Vorher Straße 25 des Bebauungsplans liegt er zwischen Ehrenpreisweg und Kleestraße. | Berlin-Rudow Meldenweg                                                                            |
| Melissenweg (Lage)              | 0070                             | Melisse, Heilpflanze | 1. Feb. 1987        | Als Straße 584 eingerichtet liegt die Privatstraße zwischen Minze- und Trollblumenweg, ist allerdings nicht im amtlichen Verzeichnis enthalten. Vielmehr steht der Melissenweg in direkter Fortsetzung des Igelkolbenwegs, der seinerseits auch nicht im LOR-Verzeichnis geführt wird. Bei Abriss des Heizkraftwerks Rudow wurde hier der Flächennutzungsplan für Wohnbebauung geändert. |                                                                                                   |
| Millöckerweg (Lage)             | 0180                             | Carl Millöcker (1842–1899), österreichischer Operettenkomponist | 15. Aug. 1972       | Er liegt zwischen Kálmán- und Künnekeweg und war vorher ein Teil der Straße 486 des Bebauungsplans. | Berlin-Rudow Millöckerweg                                                                         |
| Mimosenweg (Lage)               | 0470                             | Mimosen, Pflanzenfamilie | 16. Aug. 1928       | Als Straße H eingerichtet liegt sie zwischen Kanalstraße und Köpenicker Straße. | Berlin-Rudow Mimosenweg                                                                           |
| Minorkaweg (Lage)               | 0220                             | Minorka, Hühnerrasse | 24. Jan. 1938       | Vorher Straße 153 des Bebauungsplans liegt er zwischen Perlhuhnweg und Geflügelsteig. | Berlin-Rudow Minorkaweg                                                                           |
| Minzeweg (Lage)                 | 1150                             | Minze, Heil- und Gewürzpflanzen | 1. Nov. 1968        | Als Straße 222 eingerichtet liegt er zwischen Schwertlilien- und Frauenschuhweg. Beim Abriss des Heizkraftwerks Rudow wurde hier der Flächennutzungsplan auf Wohnbebauung geändert. | Berlin-Rudow Minzeweg                                                                             |
| Mistelweg (Lage)                | 0270                             | Mistel, Sandelholzgewächse | 16. Aug. 1928       | Vorher Straße 70 des Bebauungsplans liegt er zwischen Kanalstraße und Buchsbaumweg. | Berlin-Rudow Mistelweg                                                                            |
| Mohnweg (Lage)                  | 0570                             | Mohn, Kulturpflanze und Pflanzenfamilie | 16. Aug. 1928       | Vorher die Straßen 12 und 12a des Bebauungsplans liegt er zwischen Flurweg und Stubenrauchstraße. | Berlin-Rudow Mohnweg                                                                              |
| Mozartring (Lage)               | 0460                             | Wolfgang Amadeus Mozart (1756–1791), österreichischer Komponist | 14. März 1997       | Die ruhige Wohnstraße mit Einfamilienhäusern grenzt unmittelbar an den Landschaftspark Rudow-Altglienicke und die Rudower Höhe, aber auch an die Bundesautobahn 113. Der Ring liegt zwischen Schönbergweg und abgezäunten Dankmarsteig. Eine nicht für Wohnbauten geeignete Fläche wurde zur Wochenendsiedlung gewidmet. | Berlin-Rudow Mozartring · Berlin-Rudow Mozartring Blick auf die Autobahn                          |
| Nackthalsweg (Lage)             | 0090                             | Nackthalshuhn, Hühnerrasse | 24. Jan. 1938       | Als Straße 151 eingerichtet liegt er zwischen Lakenfelderweg und Erlenbruch am Rudower Fließ. | Berlin-Rudow Nackthalsweg                                                                         |
| Narkauer Weg (Lage)             | 0130                             | Narkau, Ort in der Provinz Westpreußen, seit 1945 Narkowy, (Polen) | 19. März 1938       | Kleine Wohnstraße, die auf der Nordseite mit Einfamilienhäusern bebaut ist. Die Südseite grenzt an zwei Landschaftsschutzgebiete, den Röthepfuhl und den Espenpfuhl. Sie liegt zwischen Waltersdorfer Chaussee und Deutschtaler Straße, vorher Straße 189 des Bebauungsplans. | Berlin-Rudow Narkauer Weg                                                                         |
| Neudecker Weg (Lage)            | 1620                             | Neudeck, Stadt in der Provinz Oberschlesien, seit 1945 Świerklaniec in Polen | 19. März 1938       | Vorher Straße 168 nach Bebauungsplan liegt sie zwischen Ortsteilgrenze (Altglienicke Rudower Straße) und der Rudower Spinne (Waltersdorfer Chaussee, Groß-Ziethener Chaussee und Neuköllner Straße). Gerade in den Jahren 2013/2014 wurde die in dieser Straße stehende Clay-Schule in der Öffentlichkeit bekannt. Weil hier für rund 40 Millionen Euro ein Neubau entsteht, wurde natürlich zuerst gegraben. Die Firmen und vom Denkmalamt beauftragte Archäologen fanden Geschichtsrelikte, die von der Bronzezeit, über die Zeit des Römischen Reichs bis in die NS-Zeit weisen. Das gesamte rund 9000 Quadratmeter große Areal wird nun umfangreich untersucht, die Funde dokumentiert und der Öffentlichkeit in Teilen präsentiert. Vor wurde die Existenz eines Zwangsarbeiter-Lagers in der NS-Zeit ans Tageslicht gebracht, an dessen Erforschung sich auch die Schüler beteiligen. Durch diese Arbeiten wird sich der geplante Neubau wahrscheinlich in das Jahr 2018 verschieben. | Berlin-Rudow Neudecker Weg                                                                        |
| Neuhofer Straße (Lage)          | 1540                             | Neuhof, Ort in der früheren Provinz Posen (Kreis Kościan), seit 1945 Teil von Krzywiń (Woiwodschaft Großpolen, Polen) | 19. März 1938       | Vorher Straße 117 des Bebauungsplans liegt sie zwischen Lettberger Straße und Waßmannsdorfer Chaussee außerhalb der Eichenauer Straße östlich im zweiten (Teil-)Ring um Alt-Rudow beidseits der Waltersdorfer Chaussee. | Berlin-Rudow Neuhofer Straße · Berlin-Rudow Neuhofer Straße Michael-Ende-Grundschule              |
| Neuköllner Straße (Lage)        | 2070 (im Ortsteil)               | Verbindungsstraße nach Neukölln (Rixdorf) | 20. Nov. 1919       | Vor 1911 als Kaiser-Wilhelm-Straße benannt. Am 1. Dezember 1973 wurde ein Teil der Neuköllner Straße in Straße Alt-Rudow und ihre Verlängerung in Neuköllner Straße benannt. Die Neuköllner Straße ist Teil der Bundesstraße 179 und bildet die Umgehungsstraße für Alt-Rudow und liegt im Ortsteil zwischen Arnikaweg und der Rudower Spinne. Die Grundstücke 264–278 (gerade) gehören zu Gropiusstadt. | Berlin-Rudow Neuköllner Straße                                                                    |
| Niederschlemaer Weg (Lage)      | 0100                             | Niederschlema, Ortsteil von Bad Schlema in Sachsen | 1. Sep. 1973        | Vorher Straße 167 des Bebauungsplans liegt er zwischen Glashütter Weg und der Rudower Höhe. | Berlin-Rudow Niederschlemaer Weg                                                                  |
| Nikolaus-Ehlen-Weg (Lage)       | 0190                             | Nikolaus Ehlen (1886–1965), Pionier des Selbsthilfe-Siedlungsbaus | 15. Nov. 1972       | Vorher Privatstraße 547 des Bebauungsplans liegt der Weg zwischen Schönefelder Straße und Knollstraße. | Berlin-Rudow Nikolaus-Ehlen-Weg                                                                   |
| Orchideenweg (Lage)             | 1490                             | Orchidee, Pflanzengattung | 11. Mai 1938        | Als Straße 156 eingerichtet liegt der Weg zwischen Schwertlilien- und Petunienweg. | Berlin-Rudow Orchideenweg Philip-Melanchton-Kapelle · Berlin-Rudow Orchideenweg                   |
| Ostburger Weg (Lage)            | 1160                             | Ostburg, polnisch Wonorze, Ort in Woiwodschaft Kujawien-Pommern, Polen, früher Provinz Posen | 19. März 1938       | Vorher Straße 116 des Bebauungsplans, liegt sie zwischen Lettberger und Greifenberger Straße über die Waltersdorfer Chaussee hinweg. Hier befindet sich der ‚Kirchhof Rudow‘ der Evangelischen Kirchengemeinde Berlin-Rudow sowie das Gelände des Reiter-Vereins Rudow. | Berlin-Rudow Ostburger Weg · Berlin-Rudow Ostburger Weg Reitgelände                               |
| Ottilie-Baader-Platz (Lage)     | 0050 Durchmesser halbkreisförmig | Ottilie Baader (1847–1925), Politikerin | 1. Nov. 1996        | An diesem Platz in der Gartenstadt Rudow werden noch[veraltet] Häuser gebaut. Der Platz liegt am nördlichen Rand vom Südpark von Käte-Frankenthal- und Helene-Weber-Straße nördlich begrenzt, mündet von Süden der Hiltrud-Dudek-Weg und von Norden die Jeanette-Wolff-Straße. | Berlin-Rudow Ottilie-Baader-Platz                                                                 |
| Perlhuhnweg (Lage)              | 0210                             | Perlhuhn, Rassegeflügel | 24. Jan. 1938       | Vorher Straße 14 des Bebauungsplans liegt er zwischen Groß-Ziethener Chaussee und Lakenfelderweg. | Berlin-Rudow Perlhuhnweg                                                                          |
| Petrusweg (Lage)                | 0090                             | Petrus († um 67), Apostel | 29. Dez. 1964       | Vorher Straße 249 liegt er zwischen Matthäus- und Söderblomweg. Eine Anliegerstraße zur „Siedlung Am Zwickauer Damm“. | Berlin-Rudow Petrusweg                                                                            |
| Petunienweg (Lage)              | 1590                             | Petunie, Zierpflanze | 16. Aug. 1928       | Vorher Straße 102 des Bebauungsplans liegt sie zwischen Johannisthaler Chaussee und Stubenrauchstraße. |                                                                                                   |
| Pfarrer-Heß-Weg (Lage)          | 0440                             | Heinz Heß (1910–1975), Pfarrer in der hiesigen evangelischen Gemeinde | 1. Nov. 1987        | Ein Teil der Straße 7s wurde 1987 benannt, die Straße liegt zwischen Im Bauernbusch und Selgenauer Weg. Im westlichen Teil ist sie in Höhe der KGA Rudower Schweiz eine Sackgasse, die Zufahrt erfolgt über den Zinnwalder Steig am östlichen Straßenende liegen zweistöckige Reihenhäuser zum Alfred-Rojek-Weg hin. | Berlin-Rudow Pfarrer-Heß-Weg                                                                      |
| Pfarrsiedlung (Lage)            | 0510                             | alter Flurname Pfarracker | 1. Feb. 1986        | Als Privatstraße 606 eingerichtet umschließt die Straße eine Landhaussiedlung von 49 dreigeschossigen Fertighäusern mit Gartenfläche für kinderreiche Familien die im Ring von und zur Lettberger Straße führt. Die „Pfarrlandsiedlung“ besitzt Grünflächen, Bäume und Parkbuchten an der Straße, die im Gegensatz zu einer „Wohnmaschine“ wie in der Gropiusstadt als Gartenstadt gestaltet wurden. Die Siedlung des Architekten Rainer Oefelein erstreckt sich bis zum Neudecker Weg. | Berlin-Rudow Pfarrsiedlung                                                                        |
| Pfauenkehre (Lage)              | 0140                             | Pfauen, Gruppe der Fasananvögel | 15. Nov. 1970       | Als Straße 558 eingerichtet liegt sie als Sackgasse westlich vom Rhodeländerweg abgehend. Sie ist eine Zufahrtsstraße zur Andreas-Hermes-Siedlung. | Berlin-Rudow Pfauenkehre                                                                          |
| Pirnaer Straße (Lage)           | 0370                             | Pirna, Mittelstadt an der Elbe (Sachsen) | 19. März 1938       | Vorher Straße 123 des Bebauungsplans liegt sie zwischen Bitterfelder Weg und Groß-Ziethener Chaussee. | Pirnaer Straße von Ecke Bitterfelder Weg gesehen.                                                 |
| Prierosser Straße (Lage)        | 0840                             | Prieros, Gemeinde in Brandenburg | 14. Feb. 1950       | Vor 1912 als Bendastraße angelegt wurde am 23. September 1938 die Straße 59 bis zur Kornradenstraße in diese einbezogen. Die Prierosser Straße liegt zwischen Kornradenstraße und Köpenicker Straße, wobei sie noch 130 Meter als Sackgasse weitergeht. Baudenkmale: Gaststätte, Jagdschloss Rudow, Nr. 50 Gutsarbeiterhaus. | Berlin-Rudow Prierosser Straße Markt                                                              |
| Primelweg (Lage)                | 0230                             | Primel, Zier- und Topfpflanze | 16. Aug. 1928       | Als Straße 16 eingerichtet, liegt sie zwischen Mohn- und Windenweg, zwischen Mohnweg und Neuköllner Straße als Parkweg. | Berlin-Rudow Primelweg                                                                            |
| Putenweg (Lage)                 | 1200                             | Pute, weibliches Haustruthuhn (Rassegeflügel), ergänzend zu Truthahnweg | 24. Jan. 1938       | Vorher Straße 157 des Bebauungsplans, wurde am 1. April 1967 die Verlängerung Straße 461 einbezogen. Die Straße liegt zwischen Lockenhuhnweg und Waßmannsdorfer Chaussee, hier ohne Ausfahrt ab Kapaunenstraße als Sackgasse. | Berlin-Rudow Putenweg                                                                             |
| Radeberger Weg (Lage)           | 0120                             | Radeberg, Kleinstadt in Sachsen | 19. März 1938       | Als Straße 187 eingerichtet liegt er zwischen Döbelner Weg und Pirnaer Straße. | Berlin-Rudow Radeberger Weg                                                                       |
| Radewiesenweg (Lage)            | 0180                             | Radewiesen, Flurname (gerodet für die Wiesen) | 1. Jan. 1974        | Als Straße 173 des Bebauungsplans liegt sie zwischen Köpenicker Straße und Freigutweg. | Berlin-Rudow Radewiesenweg                                                                        |
| Raduhner Straße (Lage)          | 0630                             | denkbar wäre Radun, Ort in der Neumark, früherer Kreis Arnswalde; wahrscheinlicher aber: Raduhn, polnisch Raduń im früheren Kreis Berent in Westpreußen | 21. Feb. 1940       | Als Straße 214 des Bebauungsplans eingerichtet, liegt sie in einem Viertel, dessen Straßen seit 1940 nach Orten der ehemaligen preußischen Provinzen Posen und Westpreußen benannt sind. Die Straße liegt zwischen der Neuhofer und Knollstraße. | Berlin-Rudow Raduhner Straße                                                                      |
| Ranunkelweg (Lage)              | 0300                             | Ranunkel, Wild- und Zierpflanzen | 16. Aug. 1928       | Der Weg zwischen Rhabarber- und Wegerichstraße wurde nach dem Bebauungsplan gemeinsam aus Straße 74 und Straße 21 gebildet. | Berlin-Rudow Ranunkelweg                                                                          |
| Rhabarberweg (Lage)             | 0360                             | Rhabarber, Gemüse- und Zierpflanze | 11. Mai 1938        | Als Straße 178 des Bebauungsplans liegt der Weg zwischen Kletten- und Ranunkelweg. | Berlin-Rudow Rhabarberweg                                                                         |
| Rhodeländerweg (Lage)           | 1890                             | Rhodeländer, Hühnerrasse | 1. Mai 1967         | Als Straße 462 des Bebauungsplans eingerichtet, unter Einbeziehung eines großen Teils des Klein-Ziethener Wegs angelegt, liegt er zwischen Groß-Ziethener und Waßmannsdorfer Chaussee. Der nördliche Teil des Gockelwegs wurde in die Straße einbezogen. | Berlin-Rudow Rhodeländerweg · Berlin-Rudow Rhodeländerweg                                         |
| Ritterspornweg (Lage)           | 0250                             | Rittersporn, Hahnenfußgewächs | 16. Aug. 1928       | Vorher Straße 67 des Bebauungsplans liegt der Weg zwischen Mimosen- und Buchsbaumweg. | Berlin-Rudow Ritterspornweg                                                                       |
| Rochlitzer Weg (Lage)           | 0120                             | Rochlitz, Stadt bei Mittweida (Sachsen) | 19. März 1938       | Als Straße 186 des Bebauungsplans eingerichtet liegt er zwischen Pirnaer Straße und Döbelner Weg. | Berlin-Rudow Rochlitzer Weg                                                                       |
| Salbeiweg (Lage)                | 0320                             | Salbei, Zier-, Heil- und Gewürzpflanze. | 16. Aug. 1928       | Als Straße 10a eingerichtet liegt er zwischen Kanalstraße und Buchsbaumweg. | Berlin-Rudow Salbeiweg                                                                            |
| Sattlerstraße (Lage)            | 0520                             | Sattler, Handwerksberuf | 19. März 1938       | Als Straße 137 des Bebauungsplans eingerichtet liegt sie zwischen Zwickauer Damm und Bildhauerweg. Der mit der Sattlerstraße angelegte Teil der mit der Clay-Oberschule überbaut wurde verlor den Namen und am 1. November 1987 wurde der Anschluss am Buchbinderweg in Seilerweg benannt. | Berlin-Rudow Sattlerstraße                                                                        |
| Sauerdornweg (Lage)             | 0130                             | Sauerdorn, eine Heil- und Giftpflanze | 1. Nov. 1968        | Als Straße 219 des Bebauungsplans eingerichtet liegt die betonierte Siedlungsstraße zwischen Minzeweg und Uferweg am Teltowkanal. | Berlin-Rudow Sauerdornweg                                                                         |
| Schirpitzer Weg (Lage)          | 1510                             | Schirpitz, Ort in der früheren Provinz Westpreußen (Polen) | 19. März 1938       | Als Straße 164 des Bebauungsplans eingerichtet, liegt er zwischen Benatzky- und Ostburger Weg. Nördlich die Grundstücke 1–7 (ungerade) und die Kleingartenkolonie Neuhofer Straße, südlich die Grundstücke 2–76 (gerade) setzt sich über den Ostburger Weg eine Privatstraße fort, deren Grundstücke allerdings zum Ostburger Weg gehören. | Berlin-Rudow Schirpitzer Weg                                                                      |
| Schleffiner Straße (Lage)       | 0210                             | Schleffin, Ostseebad der früheren Provinz Pommern, seit 1945 Śliwin (Polen) | 15. Nov. 1970       | Als Straße 213 des Bebauungsplans eingerichtet liegt sie gebogen zwischen Schönefelder und Neuhofer Straße. | Berlin-Rudow Schleffiner Straße                                                                   |
| Schlotterkammsteig (Lage)       | 0300                             | Schlotterkamm alte Hühnerrasse aus dem Bergischen Land | 23. Aug. 2013       | Der Weg entstand 2013 im Zusammenhang mit dem Bau der Siedlung am Gockelweg. | Berlin-Rudow Schlotterkammsteig                                                                   |
| Schneeballenweg (Lage)          | 0380                             | Schneeballen, Zierpflanze | 16. Aug. 1928       | Als Straße 105 eingerichtet liegt sie zwischen Orchideen- und Glockenblumenweg. | Berlin-Rudow Schneeballenweg                                                                      |
| Schneehuhnweg (Lage)            | 0480                             | Schneehuhn, Rauhfußhuhn | 1. Dez. 1983        | Als Straße 588 des Bebauungsplans eingerichtet, erschließt der Verbindungsweg zwischen Waßmannsdorfer Chaussee und fortführend zur Straße 181 mehrere Kleingartenanlagen. | Berlin-Rudow Schneehuhnweg                                                                        |
| Schönbergweg (Lage)             | 0160                             | Arnold Schönberg (1874–1951), österreichischer Komponist, Emigrant vor dem NS-Regime | 1. Juni 1975        | Vorher Straße 568 des Bebauungsplans, liegt er zwischen Lettberger Straße und Mackebenweg und schließt an den Mozartring an. Die ruhige Wohnstraße ist überwiegend mit Einfamilienhäusern bebaut und grenzt unmittelbar an den Landschaftspark Rudow-Altglienicke und die Rudower Höhe. | Berlin-Rudow Schönbergweg                                                                         |
| Schönefelder Straße (Lage)      | 1770                             | Schönefeld, Nachbarort in Brandenburg | vor 1912            | Die Straße wurde vor 1912 benannt, von 1916 bis um 1924 hieß die Straße Schönfelder Chaussee. Sie liegt zwischen der Rudower Spinne (Waltersdorfer Chaussee) und der Stadtgrenze. Die Straße ist überwiegend mit Einfamilienhäusern bebaut und die Wiesen am Meskengraben, der Nordpark und der Südpark grenzen direkt an diese Straße. | Berlin-Rudow Schönefelder Straße Stadtgrenze Mauerweg                                             |
| Schriftsetzerweg (Lage)         | 0430                             | Schriftsetzer, Berufsbezeichnung im Druckereiwesen | 19. März 1938       | Als Straße 132 des Bebauungsplans eingerichtet liegt er zwischen Zwickauer Damm und Bildhauerweg | Berlin-Rudow Schriftsetzerweg                                                                     |
| Schrimmer Weg (Lage)            | 0150                             | Schrimm an der Warthe, Kreisstadt in der früheren Provinz Posen (Polen) | 19. März 1938       | Als Straße 190 eingerichtet liegt er zwischen Deutschtaler Straße und Waltersdorfer Chaussee, zu der aber kein befahrbarer Anschluss besteht. | Berlin-Rudow Schrimmer Weg                                                                        |
| Schwertlilienweg (Lage)         | 0420                             | Schwertlilie, auch Iris, Zierpflanzen | 11. Mai 1938        | Aus der nach dem Bebauungsplan eingerichteten Straße 217 und Straße 156 wurde der Weg zwischen Fenchel- und Petunienweg angelegt. |                                                                                                   |
| Sebnitzer Weg (Lage)            | 0110                             | Sebnitz, ehemalige Kreisstadt in Sachsen | 19. März 1938       | Vorher Straße 139 des Bebauungsplans geht sie von der Zittauer Straße ab. | Berlin-Rudow Sebnitzer Weg                                                                        |
| Seeadlerweg (Lage)              | 0230                             | Seeadler, eine Greifvogelart | 29. Juli 2011       | Die für eine Eigenheimsiedlung neu angelegte Straße geht von der Waßmannsdorfer Chaussee nach Südosten ab und liegt am Kalte Grund-Pfuhl. Die Straße wurde nach Bebauungsplan XIV-274aa („Waßmannsdorfer Dreieck“) ausgeführt und angelegt. | Berlin-Rudow Seeadlerweg · Berlin-Rudow Seeadlerweg                                               |
| Seidelbastweg (Lage)            | 1470                             | Seidelbast, Zierstrauch | 24. Mai 1958        | Als Straße 7 eingerichtet liegt er als zweispurige asphaltierte Straße mit Parkbuchten und einem Rasenbankett mit Bäumen zwischen Schwertlilienweg und Stubenrauchstraße. An der Stubenrauchstraße befindet sich ein Industriegebiet mit Tanklagern. | Berlin-Rudow Seidelbastweg · Berlin-Rudow Seidelbastweg                                           |
| Seidenhuhnweg (Lage)            | 0090                             | Seidenhuhn, Hühnerrasse | 24. Jan. 1938       | Als Straße 150 eingerichtet geht er als Stichstraße östlich vom Lakenfelderweg zum Erlenbruch am Rudower Fließ. | Berlin-Rudow Seidenhuhnweg                                                                        |
| Seilerweg (Lage)                | 0110                             | Seiler, Berufsbezeichnung, Hersteller von Seilen und Tauwerk | 1. Jan. 1987        | Vor der Überbauung durch die Clay-Oberschule gehörte dieser Straßenzug zur Sattlerstraße (im Abschnitt zwischen Buchbinderweg und „Ausbaugrenze Rudow“). Der Weg ist eine westlich vom Buchbinderweg abgehende Stichstraße, eine drei Meter breit asphaltierte Straße mit Rasenstreifen statt Gehwegen, die am Ende mit einer schräg abgeschnittenen Fahrbahn am Schulgrundstück endet mit den Grundstücken 2–10 (gerade) an der Nord- und 3–5 (ungerade) an der Südseite zur Schule hin. | Berlin-Rudow Seilerweg                                                                            |
| Selgenauer Weg (Lage)           | 0950                             | Selgenau, Stadt in der früheren Provinz Posen, seit 1945 Zelgniewo (Polen) | 19. März 1938       | Als Straße 163 im Raster des Bebauungsplans eingerichtet, wurde der Anschluss zur Köpenicker Straße, ein Teil der Straße 7s, am 15. Juni 1976 einbezogen und am 18. September 1987 wurde der durch Überbauung abgetrennte Teil des Weges in Will-Meisel-Weg umbenannt. | Selgenauer Weg · Grünanlage am Selgenauer Weg                                                     |
| Silberdistelweg (Lage)          | 0140                             | Silberdistel, Heilpflanze | 8. Okt. 2010        | Auf einem ehemaligen Industriegelände angelegte Siedlungsstraße (Privatstraße) zwischen Minzeweg und dem Uferweg am Teltowkanal, hier besteht ein Wendehammer. Bei Abriss des Heizkraftwerks Rudow wurde hier der Flächennutzungsplan für Wohnbebauung geändert. | Berlin-Rudow Silberdistelweg                                                                      |
| Söderblomweg (Lage)             | 0220                             | Nathan Söderblom (1866–1931), schwedischer lutherischer Theologe und Erzbischof von Uppsala, 1930 Friedensnobelpreis | 29. Dez. 1964       | Als Straße 233 des Bebauungsplans eingerichtet liegt sie zwischen Straße 229 und Stadtgrenze, es ist eine Anliegerstraße zur „Siedlung Am Zwickauer Damm“. | Berlin-Rudow Söderblomweg                                                                         |
| Sternliebweg (Lage)             | 0140                             | Sternlieb, Heilpflanze | 8. Okt. 2010        | Auf einem ehemaligen Industriegelände angelegte Siedlungsstraße (Privatstraße) zwischen Minzeweg und dem Uferweg am Teltowkanal, hier besteht ein Wendehammer. Bei Abriss des Heizkraftwerks Rudow wurde hier der Flächennutzungsplan für Wohnbebauung geändert. | Berlin-Rudow Sternliebweg                                                                         |
| Straße 3a (Lage)                | 0150                             | noch unbenannte Straße, offiziell nach Bebauungsplan bezeichnet. |                     | Die Straße geht als Stichstraße vom Seidelbastweg ab. Sie bildet die Zufahrt zum Tanklager der Firma Unitank. | Berlin-Rudow Straße 3a                                                                            |
| Straße 148 (Lage)               | 0210                             | noch unbenannte Straße, offiziell nach Bebauungsplan bezeichnet | vor 1940            | Die Straße ist nicht im LOR-Verzeichnis aufgeführt, früher ein unbefestigter Feldweg zwischen der Schönefelder Straße, der Straße 181 und der Straße 179 (Siedlung an der Waßmannsdorfer Chaussee). Heute existiert ein befestigter Rest zwischen der Schönefelder Straße und dem Pferdeplatz, eigentlich ein erweiterter Parkplatz. Im Norden hiervon liegen der Lolopfuhl und Meskengraben, beide sind von hier aus zu Fuß zu erreichen. | Berlin-Rudow Straße 148                                                                           |
| Straße 179 (Lage)               | 0520                             | noch unbenannte Straße, offiziell nach Bebauungsplan bezeichnet | vor 1940            | Eine kleine Siedlungsstraße mit Einfamilienhäusern, die nur von Anliegern befahren werden darf. Die Straße ist im LOR-Verzeichnis nicht geführt. Die Straße gehört zur „Siedlung an der Waßmannsdorfer Chaussee“. Zudem geht von ihr die Straße 180 (Länge 50 Meter) ab, diese sollte zur „Kolonie an der Waßmannsdorfer Chaussee“ führen. Diese Straße ist weder ausgewiesen noch geschildert. | Berlin-Rudow Straße 179                                                                           |
| Straße 181 (Lage)               | 0570                             | noch unbenannte Straße, offiziell nach Bebauungsplan bezeichnet | vor 1940            | Eine kleine Siedlungsstraße mit Einfamilienhäusern zwischen Schneehuhn- und Berliner Mauerweg, die nur von Anliegern befahren werden darf. Die Straße gehört zur „Siedlung an der Schönefelder Straße“, im LOR-Verzeichnis ist sie mit 90 Grundstücken 1–90 (fortlaufend) aufgeführt. | Berlin-Rudow Straße 181                                                                           |
| Straße 182 (Lage)               | 0440                             | noch unbenannte Straße, offiziell nach Bebauungsplan bezeichnet | vor 1940            | Eine kleine Siedlungsstraße mit Einfamilienhäusern zwischen Straße 183 und 184, die nur von Anliegern befahren werden darf. Die Straße gehört zur „Siedlung an der Schönefelder Straße“, im LOR-Verzeichnis ist sie mit 90 Grundstücken 1–90 (fortlaufend) aufgeführt. Die Straße verläuft parallel zum Teltower Dörferweg. | Berlin-Rudow Straße 182                                                                           |
| Straße 183 (Lage)               | 0190                             | noch unbenannte Straße, offiziell nach Bebauungsplan bezeichnet | vor 1940            | Eine kurze Siedlungsstraße mit Einfamilienhäusern zwischen Straße 181 und Schönefelder Straße, die nur von Anliegern befahren werden darf. Sie ist die Zufahrt zur „Siedlung an der Schönefelder Straße“, im LOR-Verzeichnis ist sie mit 90 Grundstücken 1–90 (fortlaufend) aufgeführt. | Berlin-Rudow Straße 183                                                                           |
| Straße 184 (Lage)               | 0130                             | noch unbenannte Straße, offiziell nach Bebauungsplan bezeichnet | vor 1940            | Eine kurze Siedlungsstraße mit Einfamilienhäusern zwischen Straße 181 und Schönefelder Chaussee, die nur von Anliegern befahren werden darf. Die Straße gehört zur „Siedlung an der Schönefelder Straße“, im LOR-Verzeichnis ist sie mit 90 Grundstücken 1–90 (fortlaufend) aufgeführt. | Berlin-Rudow Straße 184                                                                           |
| Straße 188 (Lage)               | 0120                             | noch unbenannte Straße, offiziell nach Bebauungsplan bezeichnet | um 1938             | Sie liegt zwischen Pirnaer Straße und Döbelner Weg. | {                                                                                                 |
| Straße 199 (Lage)               | 0380                             | noch unbenannte Straße, offiziell nach Bebauungsplan bezeichnet | um 1938             | Sie liegt zwischen Zwerghuhnweg und Welsumerpfad in der Siedlung am Rudower Waldrand. | Berlin-Rudow Straße 199                                                                           |
| Straße 223 (Lage)               | 0430                             | noch unbenannte Straße, offiziell nach Bebauungsplan bezeichnet | um 1938             | Sie liegt zwischen Straße 225 und Lößnitzer Weg in der Postsiedlung nahe der Stadtgrenze. | Straße 223 von Ecke Lößnitzer Weg nach West gesehen.                                              |
| Straße 224 (Lage)               | 0160                             | noch unbenannte Straße, offiziell nach Bebauungsplan bezeichnet | um 1938             | Sie liegt zwischen Straße 223 und 228 in der Postsiedlung nahe der Stadtgrenze. | Berlin-Rudow Straße 224                                                                           |
| Straße 225 (Lage)               | 0200                             | noch unbenannte Straße, offiziell nach Bebauungsplan bezeichnet | um 1938             | Sie liegt zwischen Straße 223 und 224 in der Postsiedlung nahe der Stadtgrenze. | Berlin-Rudow Straße 225                                                                           |
| Straße 228 (Lage)               | 0220                             | noch unbenannte Straße, offiziell nach Bebauungsplan bezeichnet | um 1938             | Sie liegt zwischen Straße 223 und Lößnitzer Weg in der Postsiedlung nahe der Stadtgrenze. | Straße 228 von Ecke Lößnitzer Weg nach West gesehen.                                              |
| Straße 229 (Lage)               | 0460                             | noch unbenannte Straße, offiziell nach Bebauungsplan bezeichnet | um 1938             | Sie liegt zwischen Zwickauer Damm und Söderblomweg in der Siedlung am Zwickauer Damm nahe der Stadtgrenze. | Berlin-Rudow Straße 229                                                                           |
| Straße 230 (Lage)               | 0140                             | noch unbenannte Straße, offiziell nach Bebauungsplan bezeichnet | um 1938             | Sie liegt südlich von der Straße 232 abgehend in der Siedlung am Zwickauer Damm nahe der Stadtgrenze. | Berlin-Rudow Straße 230                                                                           |
| Straße 231 (Lage)               | 0630                             | noch unbenannte Straße, offiziell nach Bebauungsplan bezeichnet | um 1938             | Sie liegt zwischen Zwickauer Damm und Söderblomweg, parallel zu Stadtgrenze und Berliner Mauerweg in der Siedlung am Zwickauer Damm nahe der Stadtgrenze. | Berlin-Rudow Straße 231                                                                           |
| Straße 232 (Lage)               | 0200                             | noch unbenannte Straße, offiziell nach Bebauungsplan bezeichnet | um 1938             | Sie liegt zwischen Straße 229 und 231 in der Siedlung am Zwickauer Damm nahe der Stadtgrenze. | Berlin-Rudow Straße 232                                                                           |
| Straße 577 (Lage)               | 0100                             | noch unbenannte Straße, offiziell nach Bebauungsplan bezeichnet | 1. Juni 1975        | Sie liegt zwischen Schönefelder und Greifenberger Straße ist aber im östlichen Teil nur ein Fuß- und Verbindungsweg. | Berlin-Rudow Straße 577                                                                           |
| Straße 604 (Lage)               | 0590                             | noch unbenannte Straße, offiziell nach Bebauungsplan bezeichnet | 1. Juni 1975        | Sie liegt zwischen Schönefelder und Knollstraße und ist im südlichen Teil der Hauptweg der „Siedlung Wilhelm Dähne“. | Berlin-Rudow Straße 604                                                                           |
| Straße 618 (Lage)               | 0340                             | noch unbenannte Straße, offiziell nach Bebauungsplan bezeichnet | 1. Mai 1967         | Die Straße südlich mit Wohnhäusern aus den 1970er Jahren im Norden mit Siedlungshäusern auf der Ostseite grenzt unmittelbar an das Erlenbruch und geht nördlich vom Rhodeländerweg ab. | Berlin-Rudow Straße 618                                                                           |
| Stubenrauchstraße ()            | 1380 (im Ortsteil)               | Ernst von Stubenrauch (1853–1909), Jurist und Kommunalpolitiker | um 1910             | Die Straße liegt zwischen Neuköllner Straße und Massantebrücke (am Nordufer des Teltowkanals) Der weitere Teil der Straße mit den Grundstücken 44–52a (fortlaufend) und rückkehrend 54–79 (fortlaufend) verläuft in Johannisthal. Zunächst wurde der Abschnitt in Rudow bis zum Teltowkanal benannt, am 23. März 1925 wurde auch amtlich der nördlich folgende Abschnitt nach Johannisthal (damals noch zum Verwaltungsbezirk Neukölln, Ortsteil Rudow) einbezogen, der meist bereits als Stubenrauchstraße bezeichnet wurde. Dabei liegt die Stubenrauchstraße im Straßenverlauf der Johannisthaler Landstraße (dazu obige Karte 1894). Ein Abschnitt südwestlich der Neuköllner Straße wurde zusammen mit der Straße 138 am 27. März 1939 in Zwickauer Damm umbenannt und am 31. Mai 1963 wurde die Straße 51 in die Stubenrauchstraße einbezogen. | Berlin-Rudow Stubenrauchstraße · Berlin-Rudow Stubenrauchstraße                                   |
| Timmendorfer Weg (Lage)         | 0250                             | Timmendorf, oberschlesischer Ort bei Oppeln (Polen) | 19. März 1938       | Kurze mit Einfamilienhäusern bebaute Wohnstraße am südlichen Stadtrand. Vorher Straße 191 des Bebauungsplans, in die am 1. Februar 1966 die Straße 244 einbezogen wurde, sie liegt zwischen Waltersdorfer Chaussee und Am Espenpfuhl. | Berlin-Rudow Timmendorfer Weg                                                                     |
| Torgelowweg (Lage)              | 0360                             | Torgelow, Mittelstadt in Mecklenburg-Vorpommern | 1. Juni 1975        | Als Straße 578 des Bebauungsplans eingerichtet, liegt er zwischen Straße 577 und Knollstraße, er führt in den Nordpark. Die ungewöhnliche Schreibweise eines geographischen Straßennamen bezieht sich nach Auskunft des Tiefbauamtes auf den Ort Torgelow. | Berlin-Rudow Torgelowweg                                                                          |
| Trollblumenweg (Lage)           | 0540                             | Trollblume, Wiesenblume | 1. März 1965        | Als Straße 221 des Bebauungsplans eingerichtet, liegt er zwischen Schwertlilien- und Melissenweg, er endet mit einem Wendehammer, wobei durch die Grundstücke 46–56 auf der neugewidmeten Fläche des abgeräumten Heizkraftwerkes Rudow die Straße etwas zum Teltowkanal versetzt ist. Die Straße steigt von West (35,0 Meter über NN) nach Ost leicht an (35,9 Meter über NN). | Berlin-Rudow Trollblumenweg                                                                       |
| Truthahnweg (Lage)              | 0350                             | Truthahn, männliche Pute (Rassegeflügel), ergänzend zu Putenweg | 24. Jan. 1938       | Vorher Straße U des Bebauungsplans, liegt er zwischen Rhodeländerweg und Waßmannsdorfer Chaussee, zu der keine befahrbare Verbindung besteht (Geländer, Graben, Grünstreifen) und somit ab Kapaunenstraße als Stichstraße ausgebildet. Er ist eine einspurig asphaltierte Fahrbahn mit beidseitig gehwegbreitem Rasenstreifen. | Berlin-Rudow Truthahnweg                                                                          |
| Uhrmacherweg (Lage)             | 0630                             | Uhrmacher, Handwerksberuf | 19. März 1938       | Als Straße 129 des Bebauungsplans angelegt, liegt er zwischen Neuköllner- und Fleischerstraße. | Berlin-Rudow Uhrmacherweg                                                                         |
| Ursulinenstraße (Lage)          | 0660                             | Ursulinen, katholischer Frauenorden | 1. Nov. 1996        | Die ruhige Wohnstraße, auf der Südseite mit Mehrfamilienhäusern und Reihenhäusern bebaut, grenzt auf der Nordseite an den Nordpark. Sie liegt zwischen Schönefelder Straße und Waltersdorfer Chaussee. | Berlin-Rudow Ursulinenstraße                                                                      |
| Waltersdorfer Chaussee (Lage)   | 2010                             | Waltersdorf, Ortsteil der Nachbargemeinde Schönefeld in Brandenburg | um 1920             | Die breite und verkehrsreiche Ausfallstraße zwischen Alt-Rudow und der Stadtgrenze ist überwiegend mit Einfamilienhäusern bebaut und im Bereich der Gartenstadt Rudow mit Mehrfamilienhäusern der 1990er Jahre. Es liegen mehrere kleine Naturschutzgebiete mit eiszeitlichen Tümpeln (Röthepfuhl, Klarpfuhl, Krummer Katzenpfuhl) an. Südlich der Berliner Stadtgrenze führt die Straße mit dem gleichen Namen weiter bis nach Schönefeld. Hier befand sich bis zur Wende ein Grenzübergang zum Flughafen Schönefeld. | Berlin-Rudow Waltersdorfer Chaussee · Berlin-Rudow Waltersdorfer Chaussee                         |
| Waßmannsdorfer Chaussee (Lage)  | 2100                             | Waßmannsdorf, Nachbarort und Ortsteil der Gemeinde Schönefeld (Brandenburg) | nach 1935           | Die Straße von Waßmannsdorf wurde amtlich um 1914 Waßmannsdorfer Straße benannt und nach 1935 (im Plan von 1938 so verzeichnet) in Waßmannsdorfer Chaussee umbenannt. Sie liegt zwischen Groß-Ziethener Chaussee und der Stadtgrenze. Am 1. Juli 1976 (zu Mauerzeiten) wurde der (neue) Abschnitt von Grundstück 10 nach Nordwesten zur Groß-Ziethener Chaussee benannt und die alte Führung zur Rudower Spinne (Neuköllner/Schönefelder Straße) durch Bekanntmachung vom 21. November 1975 entwidmet. Die zweispurige Asphaltstraße mit Alleecharakter (beidseits baumbestanden) endete bis 1990 an der Berliner Mauer neben dem Rudower Dörferblick. | Berlin-Rudow Waßmannsdorfer Chaussee · Waßmannsdorfer Chaussee                                    |
| Wegerichstraße (Lage)           | 0270                             | Wegerich, Wiesenpflanze | 16. Aug. 1928       | Vorher als Straße 109 und Straße 20 des Bebauungsplans eingerichtet liegt sie zwischen Kornblumenring und Stubenrauchstraße, allerdings führen zur letzteren nur 60 Meter Fußweg vom Wendehammer der Stichstraße ab Rankelweg. | Berlin-Rudow Wegerichstraße                                                                       |
| Welsumerpfad (Lage)             | 0580                             | Welsumer, Hühnerrasse | 24. Jan. 1938       | Als Straße 171 eingerichtet liegt er zwischen Geflügelsteig und Stadtgrenze und stößt hier auf den Berliner Mauerweg. | Berlin-Rudow Welsumerpfad                                                                         |
| Werkzeugmacherweg (Lage)        | 0100                             | Werkzeugmacher, Berufsbezeichnung im Metallbereich | 1. Mai 1986         | Als Straße 143 eingerichtet geht er südöstlich vom Bildhauerweg mit den Grundstücken 1–5 (ungerade) und 4–14 (gerade) ab, die in die vorher bestehende Grundstücksstruktur schräg hineinführen. | Berlin-Rudow Werkzeugmacherweg                                                                    |
| Will-Meisel-Weg (Lage)          | 0250                             | Will Meisel (1897–1967), Tänzer und Komponist | 18. Sep. 1987       | Als Straße 581 des Bebauungsplans eingerichtet wurde er unter Einbeziehung eines durch Überbauung abgetrennten Teils des Selgenauer Wegs angelegt. Er geht gegenüber Straße 574 vom Ostburger Weg ab und biegt im Weiteren nach Nordwest ab, endet an einer landwirtschaftlich genutzten Grünfläche. | Berlin-Rudow Will-Meisel-Weg                                                                      |
| Windenweg (Lage)                | 1030                             | Winden, Kletterpflanze (Ackerwinde) | 16. Aug. 1928       | Auf den Straßen 18 und 18a des Bebauungsplans angelegt, liegt er mit einem stumpfen Winkel zwischen Angelikaweg und Kleestraße, er kreuzt die Stubenrauchstraße, ist aber auf dem östlichen Ast nicht als Fahrweg angeschlossen. | Berlin-Rudow Windenweg                                                                            |
| Wischmattenweg (Lage)           | 0280                             | Wischmatte, in der Bedeutung zu mähende Wiese | 11. Mai 1938        | Als Straße 201 des Bebauungsplans eingerichtet liegt er zwischen Kanalstraße und Arabisweg, wobei er am Kiefwiesensteig eine rechtwinklige Biegung hat. | Berlin-Rudow Wischmattenweg                                                                       |
| Wutzkyallee (Lage)              | 0090 (im Ortsteil)               | Emil Wutzky (1871–1963), Gewerkschafter und Genossenschaftler, sozialdemokratischer Politiker | 20. Mai 1966        | Die Grundstücke 99–101 (ungerade) und 100–102 (gerade) liegen zwischen Ortsteilgrenze und dem Straßenzug Matthäusweg / Zittauer Straße in Rudow, der größere Teil der Straße jenseits der Brücke über das Industriebahngleis (zum Gewerbegebiet Kanalstraße) gehört zu Gropiusstadt. Am 1. Oktober 1967 wurde ein Teil des Meißner Wegs in die Wutzkyallee einbezogen. | Berlin-Rudow Wutzkyallee                                                                          |
| Zellerweg (Lage)                | 0180                             | Carl Zeller (1842–1898), Komponist | 1. Nov. 1972        | Als Straße 469 des Bebauungsplans eingerichtet liegt er zwischen Künneke- und Kálmánweg, parallel zu Ziehrer- und Millöckerweg. | Berlin-Rudow Zellerweg                                                                            |
| Ziehrerweg (Lage)               | 0180                             | Carl Ziehrer (1843–1922), österreichischer Komponist | 15. Aug. 1973       | Als Straße 470 des Bebauungsplans eingerichtet liegt er zwischen Künneke- und Kálmánweg, parallel zu Zeller- und Millöckerweg und die östlichen Grundstücke grenzen an die KGA Rudower Höhe. Bemerkenswerterweise liegen hier drei Straßen beisammen, die nach Komponisten benannt sind, deren Vorname Carl ist. | Berlin-Rudow Ziehrerweg                                                                           |
| Zinnwalder Steig (Lage)         | 0130                             | Zinnwald-Georgenfeld, Bergort im Erzgebirge (Sachsen) | 1. Juni 1974        | Als Straße 165 des Bebauungsplans eingerichtet, liegt er als asphaltierte, mit Eigenheimen bebaute Wohnstraße, beiderseitigen Gehwegen und einseitigem Standstreifen zwischen Selgenauer und Pfarrer-Heß-Weg. | Berlin-Rudow Zinnwalder Steig                                                                     |
| Zittauer Straße (Lage)          | 1230                             | Zittau, Mittelstadt in Sachsen | 19. März 1938       | Als Straße 124 des Bebauungsplans eingerichtet, liegt sie zwischen Wutzkyallee / Meißner Weg und Groß-Ziethener Chaussee. Sie ist namensgebend für den beidseits gelegenen Planungsraum. | Berlin-Rudow Zittauer Straße                                                                      |
| Zwergasternweg (Lage)           | 0140                             | Zwergastern, Pflanzengattung aus der Familie der Korbblütler | 8. Okt. 2010        | Auf einem ehemaligen Industriegelände angelegte Siedlungsstraße (Privatstraße) zwischen Minzeweg und dem Uferweg am Teltowkanal mit den Grundstücken 1–16 fortlaufend. Zum Kanal hin besteht ein Wendehammer. Bei Abriss des Heizkraftwerks Rudow wurde hier der Flächennutzungsplan für Wohnbebauung geändert. | Berlin-Rudow Zwergasternweg                                                                       |
| Zwerghuhnweg (Lage)             | 0380                             | Zwerghuhn, kleinwüchsige Hühner (Rassegeflügel) | 24. Jan. 1938       | Als Straße 198 des Bebauungsplans eingerichtet liegt sie zwischen Geflügelsteig und Am Rudower Waldrand | Berlin-Rudow Zwerghuhnweg                                                                         |
| Zwickauer Damm (Lage)           | 1620 (im Ortsteil)               | Zwickau, Großstadt in Sachsen | 19. März 1938       | Als Straße 138 des Bebauungsplans eingerichtet, wurde bei der Namensgebung der südwestliche Teil der Stubenrauchstraße bis zur Neuköllner Straße einbezogen. Der Damm liegt zwischen Neuköllner Straße und der Stadtgrenze, wobei die Straße ab Straße 231 bis zur Stadtgrenze eine Sackgasse ist. Nördlich der Zittauer Straße ist sie als vierspurige übergeordnete Straße ausgebaut. Auf dem Mittelstreifen verläuft ein Gleis der Neukölln-Mittenwalder Eisenbahn. Die westliche Bebauung zwischen Neuköllner Straße und Fleischerstraße (Grundstücke 6–24 [gerade]) gehört zu Gropiusstadt, die Straße selbst zu Rudow. | Berlin-Rudow Zwickauer Damm · Bahngleise Zwickauer Damm                                           |

## Straßen in Rudow um 1920
In den Adressbüchern von 1920, 1921 und 1922 finden sich die folgenden Straßen für die Gemeinde bzw. den Ortsteil Rudow. Im Jahre 1920 mit der Bildung von Groß-Berlin kam Rudow als Teil des Verwaltungsbezirks Neukölln zur deutschen Hauptstadt. Im Gegensatz zur Situation im obigen Bild wird die Gemarkung vom Teltowkanal durchlaufen und mit der Verwaltungsreform in Preußen im Jahr 1938 wurden die Gebiete nördlich vom Teltowkanal verwaltungstechnisch an den Bezirk Treptow übergeben. Anzumerken ist noch, dass Rudow im Adressbuch von 1910 nicht als Vorort verzeichnet ist. In den Berliner Adressbüchern tritt Rudow erstmals im Jahr 1914 auf. Während andere Vororte „laut Kabinettsorder“ den Zusatz „Berlin=“ zu tragen haben, ist Rudow unter R eingetragen.
- Bahnhofstraße zwischen der Neuköllner Straße und Gemarkung Groß-Ziethen, nach dem 1900 eröffneten Bahnhof Rudow, gekreuzt von der Kleinbahn Neukölln-Mittenwalde (→ Groß-Ziethener Chaussee).
- Bendastraße zwischen Bismarck- und Cöpenicker Straße, benannt ist sie nach Robert von Benda (1816–1899), nationalliberaler Politiker und Rittergutsbesitzer in Rudow (→ Prierosser Straße).
- Bismarckstraße zwischen Neuköllner und Bendastraße. Auf der Karte von 1911 ist sie zwischen der Kaiser-Wilhelm- und Bendastraße eingezeichnet. 1920 ist die Verlängerung im Bogen zur Stubenrauchstraße, vorher Straße Nr. 8, einbezogen und der Name wurde zwischen 1925 und 1928 gelöscht. 1928 erhielt die Straße Nr. 8 den Namen → Krokusstraße und am 29. März 1939 wurde auch der letzte Teil der Bismarckstraße in die Krokusstraße einbezogen. Benannt wurde sie nach Otto von Bismarck-Schönhausen (1815–1898), Ministerpräsident von Preußen, erster Reichskanzler des Deutschen Reiches.
- Die Cöpenicker Straße ist bebaut, sie führt von der Neuköllner und der unmittelbar benachbarten Kaiser-Wilhelm-Straße (Neuköllner Straße), zur Straße 7S und an der Gemarkung Alt-Glienicke weiter zur Kanalstraße. Die Cöpenicker Straße (seit den 1930er Jahren in der geänderten Schreibweise → Köpenicker Straße) ist der Verbindungsweg von Rudow durch Adlershof nach Köpenick, dazu auch das obige Bild. In dieser Straße liegen 1914[41] die Grundstücke Rudow 73 bis Rudow 90 und unter anderem das Feuerwehrdepot und der Gemeindefriedhof.
- → Kanalstraße zwischen Stubenrauch- und Cöpenicker Straße und die davon abgehende unbebaute Hafenstraße am Teltowkanal sind schon verzeichnet und wohl auch angelegt. 1914 sind vier Baustellen ein Lagerplatz und schon drei Häuser verzeichnet,[41] darunter ein Grundstück der Asphaltfabrik und für eine Chemische Fabrik. 1920 hat sich die Bebauung der Straße noch nicht weiter entwickelt.
- Kaiser-Wilhelm-Straße zwischen der Gemarkung Buckow über Stubenrauchstraße, Bahnhofstraße, Waßmannsdorfer Straße, Waltersdorfer und Schönefelder Chaussee, nördliche Nebenstraße die Cöpenicker Straße. Am 20. November 1919 erhielt sie nach den Ereignissen der Novemberrevolution den Namen → Neuköllner Straße. Als Namensgeber kann der seit 1888 amtierende Kaiser Wilhelm II. (1859–1941) aus der Dynastie der Hohenzollern angesetzt werden. Die seit dem Adressbuch von 1921 aufgeführte Neuköllner Straße geht von der Gemarkung Buckow ab mit 20 Grundstücken und den südlichen Nebenstraßen: Bahnhofstraße, Waßmannsdorfer, Waltersdorfer Straße und die Schönefelder Chaussee und nördlich liegen die Stubenrauch-, Kappen-, Bismarck- und Cöpenicker Straße. Im Adressbuch 1914 sind die Grundstücke 1–43 eingetragen, allerdings von der Gemarkung Buckow bis zur Stubenrauchstraße und bis zum Groß-Ziethener Abzugsgraben Baustellen ohne Grundstücksnummer.
- Die bereits verzeichnete → Kappenstraße verläuft von der Neuköllner Straße zur Straße 57 und Straße 59 und ist mit zwei Mehrfamilienhäusern und mehreren Baustellen verzeichnet, die aber in den Grundstücken nicht nummeriert sind. Im Adressbuch 1914 noch nicht und 1920 (Rudow im Kreis Teltow) ist sie als Straße 60 mit zwei Mehrfamilienhäusern und drei Baustellen aufgenommen und im Adressbuch 1921 ist sie als Kappenstraße benannt.
- Die Kreisstraße Britz–Johannisthal zwischen der Gemarkung Johannisthal und der Königsheide am Wasserwerk und der Baumschule führt durch Rudow, bevor dann 1938 bei einer Verwaltungsreform das Gebiet nördlich vom Teltowkanal zum Verwaltungsbezirk Treptow verlegt wurde. Außer dem Wasserwerksgrundstück und der Späth’schen Baumschule ist zwischen den Gemarkungen Buckow und Johannisthal seit dem Adressbuch 1914 bis 1922 nichts eingetragen.
- Die Schönefelder Chaussee ist die Straße nach Schönefeld. Zwischen 1916 und 1924 wurde sie als Chaussee geführt,[42] in den Adressbüchern der 1920er Jahre sind keine Querstraßen benannt; die Straße ist unbebaut → Schönefelder Straße. Im Adressbuch 1914 ist neben Baustellen eine Windmühle vermerkt.
- Straße 7S von der Cöpenicker Straße zum Platz CS östlich abgehend liegt im Zuge des westlichen teils des heutigen → Selgenauer Wegs und geht in den Pfarrer-Heß-Weg über
- Straße 8 zwischen Benda- und Stubenrauchstraße.
- Straße nach Johannisthal zwischen Teltowkanal und der Gemarkung Johannisthal gehört um 1920 zu Rudow und kam bei der Verwaltungsreform 1938 zum Verwaltungsbezirk Treptow. 1914 ist die Straße bis zum „Flugplatz Johannisthal=Adlershof“ vermerkt.
- Stubenrauchstraße zwischen Teltowkanal und Neuköllner Straße mit Straße 8 (heute: Krokusweg) und Kanalstraße als östliche Nebenstraßen. 1914 gab es laut Adressbuch mehrere Grundstücke mit Baustellen und insbesondere die „Pumpstation für die Landgemeiden Niederschöneweide usw.“ die aber wohl jenseits im heutigen Ortsteil Johannisthal lag.
- Waltersdorfer Straße zwischen Neuköllner Straße und Gemarkung Waltersdorf, mit Bahnhofstraße und Schönefelder Chaussee als Nebenstraßen; sie wird in den Adressbüchern von 1914 und 1920 nur als Querstraße genannt, aber selbst nicht aufgeführt. 1922 sind bereits vier Häuser verzeichnet, → Waltersdorfer Chaussee.
- Waßmannsdorfer Straße zwischen Neuköllner Straße und der Gemarkung Schönefeld, Nebenstraßen auf verschiedenen Seiten sind Bahnhofstraße und Schönefelder Chaussee. 1935 wurde sie dann zur → Waßmannsdorfer Chaussee „erhoben“. Hier befindet sich seit (vor) 1914 ein Glätzner’sches Haus (wohl) mit einem Gärtnereibetrieb und Baustellen, die Grundstücke sind nicht nummeriert.

## Weitere Örtlichkeiten in Rudow

### Kleingartenanlagen
| Name                           | Lage mit PLZ                                            | Größe in m² | Parzellen Anzahl | Eigentumsform | Anmerkungen |
| KGA An der Kleinbahn           | Schneehuhnweg 2 (12355) (Lage)                          | 00058.269   | 00174            | landeseigen   | Im Juli 1971 gegründet, neben dem Bahndamm der 1951 stillgelegten Strecke der Neukölln-Mittenwalder Eisenbahn, als fiktive Dauerkleingärten (FNP: Grünfläche) dauerhaft gesichert |
| KGA Ewige Heimat               | Rhodeländer Weg (12355) (Lage)                          | 00071.005   | 00166            | landeseigen   | als fiktive Dauerkleingärten (FNP: Grünfläche) dauerhaft gesichert |
| KGA Waßmannsdorfer Fliederheim | Lockenhuhnweg 25 (12355) (Lage)                         | 00019.810   | 00061            | landeseigen   | neben der Parkfläche der Meskenwiesen, als fiktive Dauerkleingärten (FNP: Grünfläche) dauerhaft gesichert                                                                         |
| KGA Grünstreifen               | Buchsbaumweg 44a (12357) (Lage)                         | 00022.508   | 00069            | landeseigen   | als fiktive Dauerkleingärten (FNP: Grünfläche) dauerhaft gesichert |
| Siedlung Luise Dähne           | Waßmannsdorfer Chaussee / Blütenstaubweg (12355) (Lage) | 00028.163   | 00013            | privat        | nebenan die Wohnbebauung Seeadler-/Fischadlerweg von 2011 |
| KGA Neues Heim                 | Köpenicker Straße 47 (12355) (Lage)                     | 00025.789   | 00067            | landeseigen   | als fiktive Dauerkleingärten (FNP: Grünfläche) dauerhaft gesichert |
| KGA Neuhofer Straße            | Neuhofer Straße 1/2 (12355) (Lage)                      | 00088.943   | 00173            | landeseigen   | als Wohnbaufläche reserviert |
| KGA Platanenblick              | Schneehuhnweg 2 (12355) (Lage)                          | 00163.410   | 00448            | landeseigen   | als fiktive Dauerkleingärten (FNP: Grünfläche) dauerhaft gesichert |
| KGA Rudower Höhe               | Künneckeweg 20 (12355) (Lage)                           | 00040.168   | 00105            | landeseigen   | als fiktive Dauerkleingärten (FNP: Grünfläche) dauerhaft gesichert |
| Wochenendsiedlung Rudower Höhe | Kalman-/ Mackebenweg (12355) (Lage)                     | 00045.069   | 000              | privat        | als fiktive Dauerkleingärten (FNP: Grünfläche) dauerhaft gesichert |
| KGA Rudower Schweiz            | Köpenicker Straße 115 (12355) (Lage)                    | 00025.510   | 00065            | landeseigen   | als fiktive Dauerkleingärten (FNP: Grünfläche) dauerhaft gesichert |
| KGA Steingrube Weimars Ruh     | Schönefelder Straße 150 (12355) (Lage)                  | 00029.754   | 00070            | landeseigen   | als fiktive Dauerkleingärten (FNP: Grünfläche) dauerhaft gesichert |
| KGA Waßmannsdorfer Chaussee    | Waßmannsdorfer Chaussee 75 (12355) (Lage)               | 00012.166   | 00038            | landeseigen   | als fiktive Dauerkleingärten (FNP: Grünfläche) dauerhaft gesichert |
| Siedlung Wilhelm Dähne         | Straße 57 / Privatstraße 504 (12355) (Lage)             | 00028746    | 000              | privat        | |
| KGA Zittauer Straße            | Zittauer Straße 72/73–82/83 (12355) (Lage)              | 00050.177   | 00085            | landeseigen   | davon sind 6.765 m² als Wohnbaufläche reserviert, ansonsten als fiktive Dauerkleingärten (FNP: Grünfläche) dauerhaft gesichert                                                    |

### Parks und Grünflächen

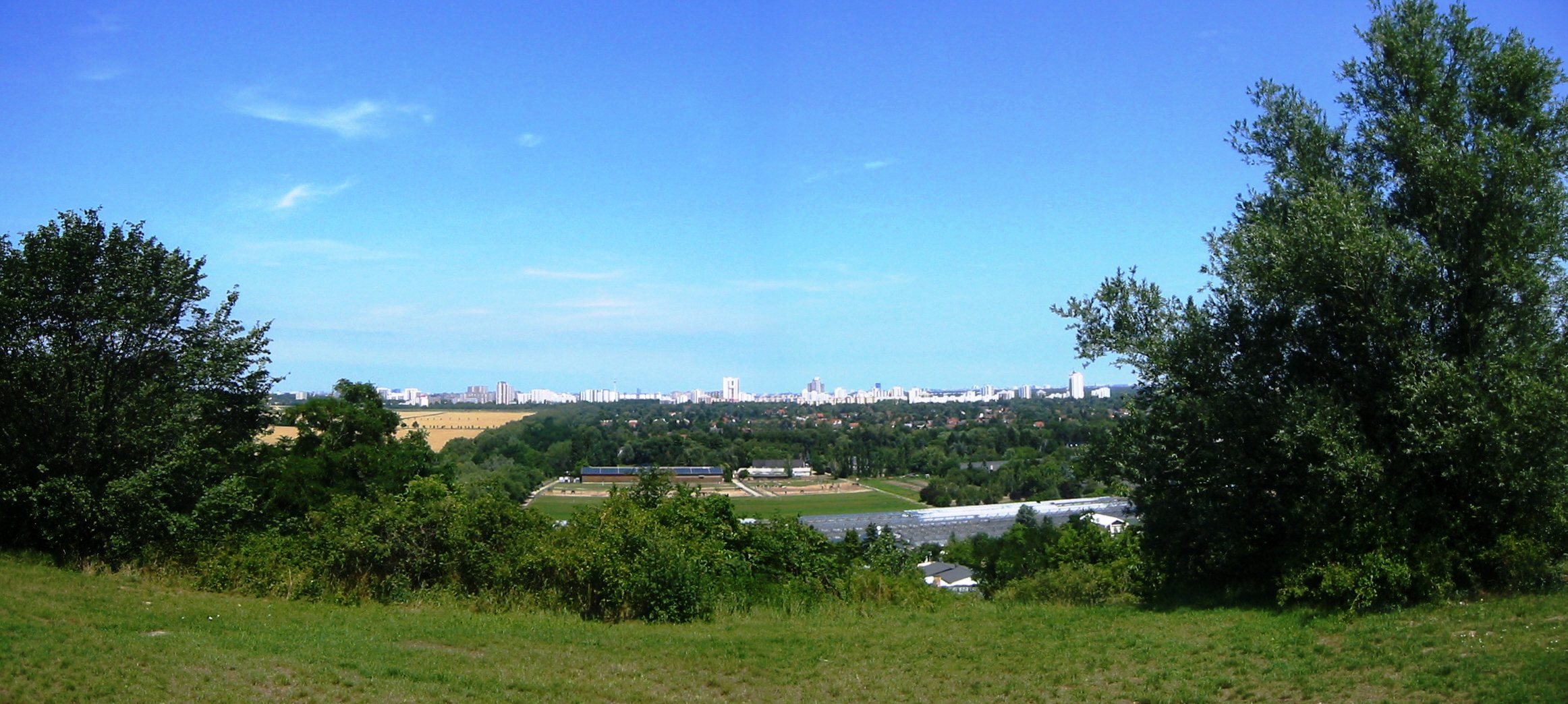
Aussicht vom Rudower Dörferblick in Richtung Mitte

- Rudower Höhe (Lage), 70 Meter hoher künstlicher Trümmerberg
- Rudower Dörferblick (Lage)
- Rudower Wäldchen
- Landschaftspark Rudow-Altglienicke (Lage)
- Nordpark (Lage), nördlich das Frauenviertel abschließend
- Südpark (Lage), gelegen zwischen dem Frauenviertel und der Stadtgrenze
- Kirchhof Rudow (Lage)
- Landeseigener Friedhof Rudow (Lage)
- Die fünfzehn Rudower Pfuhle waren möglicherweise mit der „Rudower Talrinne“ verbunden.
  - Rudower Fließ mit dem Erlenbruch (Lage)
  - Meskenwiesen mit Meskengraben und Pfuhl (Lage)
  - Kattenpfuhl (Lage)
  - Priesterpfuhl (Lage)
  - Espenpfuhl (Lage)
  - Großer (Lage) und Kleiner Rohrpfuhl (Lage)
  - Röthepfuhl (Lage)
  - Krummer Katzenpfuhl (Lage)
  - Lolopfuhl (Lage)
  - Klarpfuhl (Lage)
  - Kalte-Grund-Pfuhl (Lage)
  - Schmiedeteich (Lage)
- Teltower Dörferweg
- Teltowkanalweg
- Berliner Mauerweg entlang der Ortsteilgrenze zu Baumschulenweg (480 m), Johannisthal (2960 m), Adlershof (70 m), Altglienicke (2780 m) und der Stadtgrenze zu Schönefeld in Brandenburg (5470 m)

### Gewerbe- und Verkehrsflächen
- Teltowkanal (zwischen Ernst-Keller-Brücke und Autobahnbrücke)
  - Hafen Rudow West (Lage) an der Massantebrücke
  - Hafen Rudow Ost (Lage) an der Autobahnbrücke
- „Gewerbegebiet Kanalstraße“ (Lage) am Teltowkanal entlang, gelegen zwischen Stubenrauchstraße und Neudecker Weg.
- Von der Bundesautobahn 113 liegt die Überführung (Lage) über den Teltowkanal (am Hafen Rudow-Ost) und eine dreieckige Fläche (50 Meter, 1500 m²) über dem „Autobahntunnel Rudower Höhe“ südlich vom Dankmarsteig auf Rudower Flur. Die Ortsteilgrenze wurde ansonst an den Verlauf der A 113 korrigiert[23] und die Autobahn liegt im Ortsteil Altglienicke. Der Verlauf des Mauerwegs[46] wurde den Möglichkeiten des Geländes angepasst, der originale Verlauf des (ehemaligen) Kolonnen- und Zollwegs ging beim Autobahnbau verloren.
- Vormaliges Heizkraftwerk Rudow, hier wurde der Flächennutzungsplan geändert und neue Wege für Wohnbebauung angelegt.